# Готична архітектура у Франції

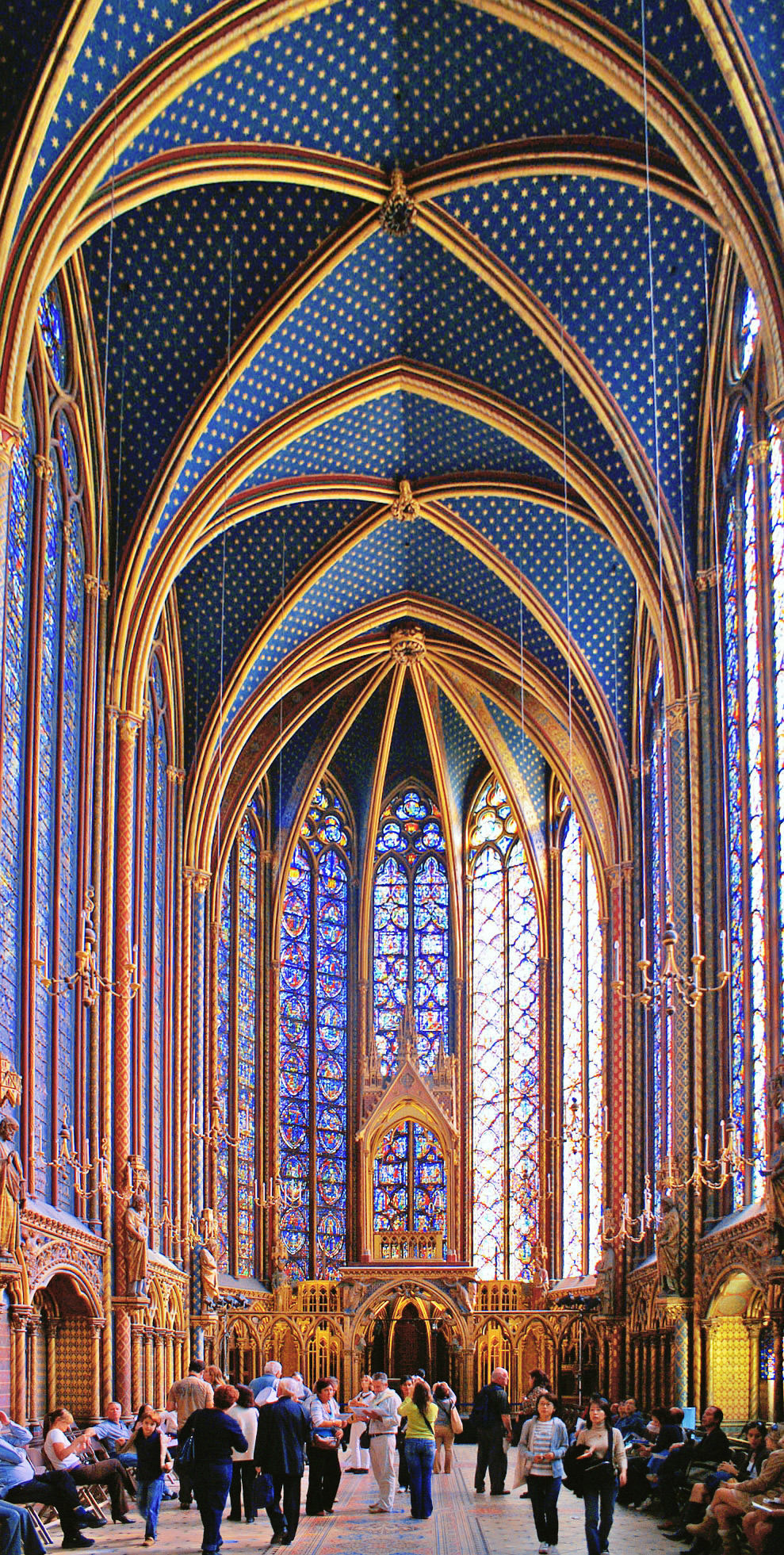
Верхня капела Сент-Шапель

Готична архітектура у Франції — архітектурний стиль, який був широко поширений на території сучасної Франції з 40-х років XII століття до початку XVI століття, коли йому на зміну прийшов Ренесанс. Зародившись в королівському домені в центрі країни, готичний стиль швидко поширився на територію всієї Франції та за її межі. Майстерність архітекторів досягла свого піку в середині XIII століття, після чого розвиток йшов шляхом застосування прикладних ремесел, зокрема, обробки каменю.
Готика як французький стиль (francigenum opus) стала зразком для наслідування на території більшості країн Західної і Центральної Європи, в яких вона набувала риси, характерні для їх архітектурних традицій.
Окремі архітектурні пам'ятники в готичному стилі або ж історичні ансамблі, що включають готичні споруди, головним чином, собори, були включені в Список об'єктів Світової спадщини ЮНЕСКО у Франції.

## Історія виникнення готики у Франції

### Політичний контекст

Територіальна роздробленість Франції у 1180 р. Блакитним кольором виділена територія королівського домену

На початку XII століття територія сучасної Франції була роздроблена на кілька феодальних утворень — графства і герцогства. Тільки невелика частина нинішньої території, район сучасного регіону Іль-де-Франс, управлялася королями з династії Капетингів і вже називалася Францією. Влада короля в порівнянні з владою сусідніх з ним графів і герцогів була невелика.
Єдиною, але дуже важливою відмітною рисою королівської влади був її сакральний характер. Вважалося, що королі наділяються владою виключно Богом при виконанні обряду миропомазання. За легендою, свята ампула з міррою була принесена ангелом з небес при хрещенні Хлодвіга I в 496 р. Миропомазання стало невід'ємним обрядом під час коронації всіх французьких королів починаючи з Карла Лисого в 869 р. до подій, що супроводжували Велику Французьку революцію. Ця особливість королівської влади і стане тією рушійною силою, завдяки якій новим стилем архітектури будуть наслідувати на всій території нинішньої Франції і більшої частини Європи в період високого і пізнього Середньовіччя.

### Роль собору в середньовічному місті
Собор був центром міського життя в епоху Середньовіччя. По неділях в ньому проходили меси і релігійні церемонії. В інші дні тижня там велися ділові переговори між купцями, йшли засідання міської громади, мали місце зустрічі простих городян і, навіть, дитячі ігри. Собор відігравав велику роль в освіті, оскільки вітражі були цілими книгами з релігії, історії, ремесел. Церкви служили притулком для підозрюваних у злочинах, які хотіли бути суджені за єпископськими законами, а не міським судом.
Крім вирішальної ролі в суспільному житті міста, собор грав не меншу роль у його плануванні. Жодна будівля не повинна була змагатися з ними по висоті. Таким чином, собор визначав силует міста і, як правило, його було видно здалеку. Всі вулиці розходилися від паперті, причому, чим ближче до собору, тим щільність вулиць і будинків збільшувалася. До кінця середньовіччя паперті багатьох соборів були повністю забудовані.
Місце собору в міському середовищі

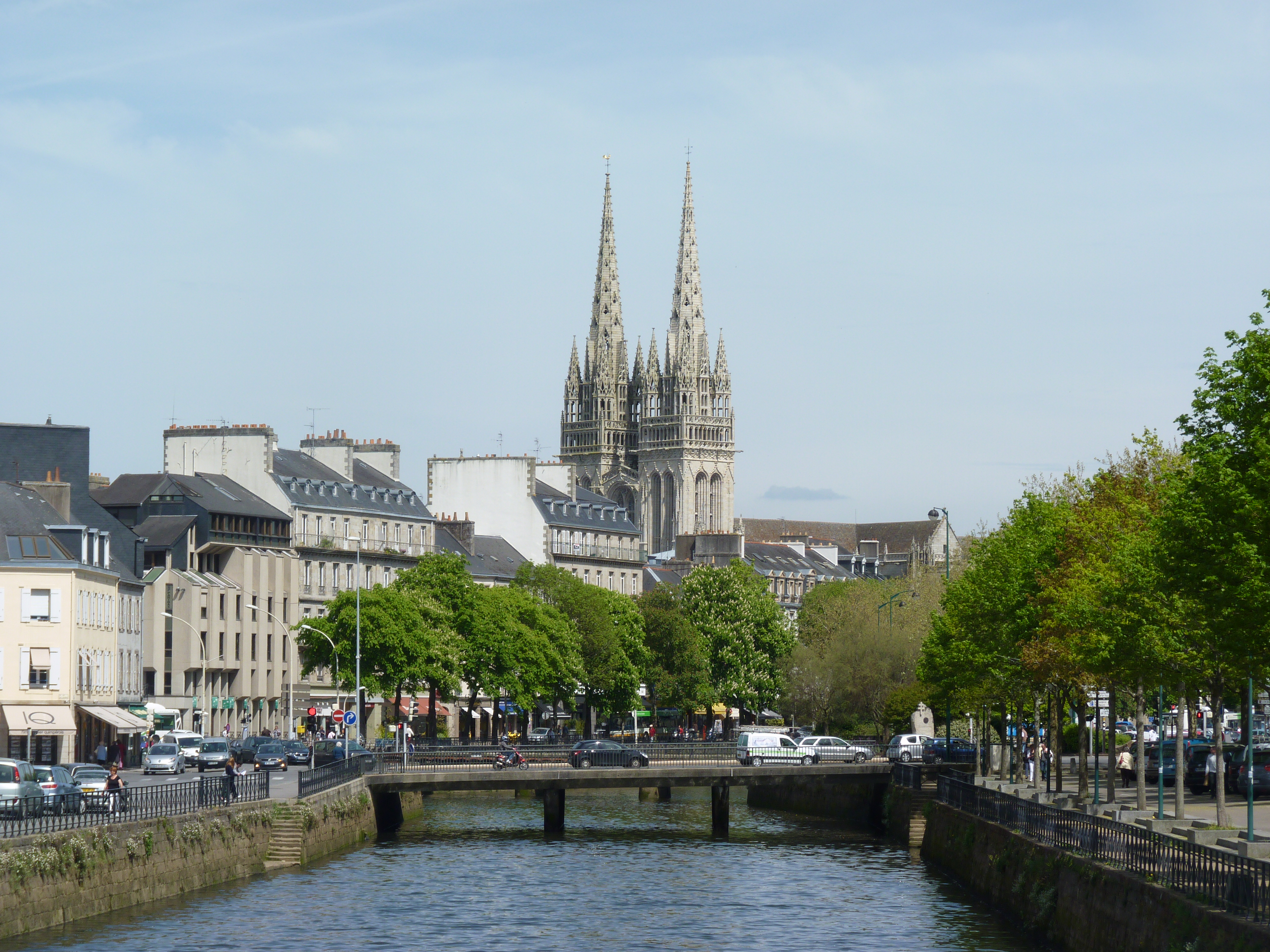
Собор у панорамі Кемпера
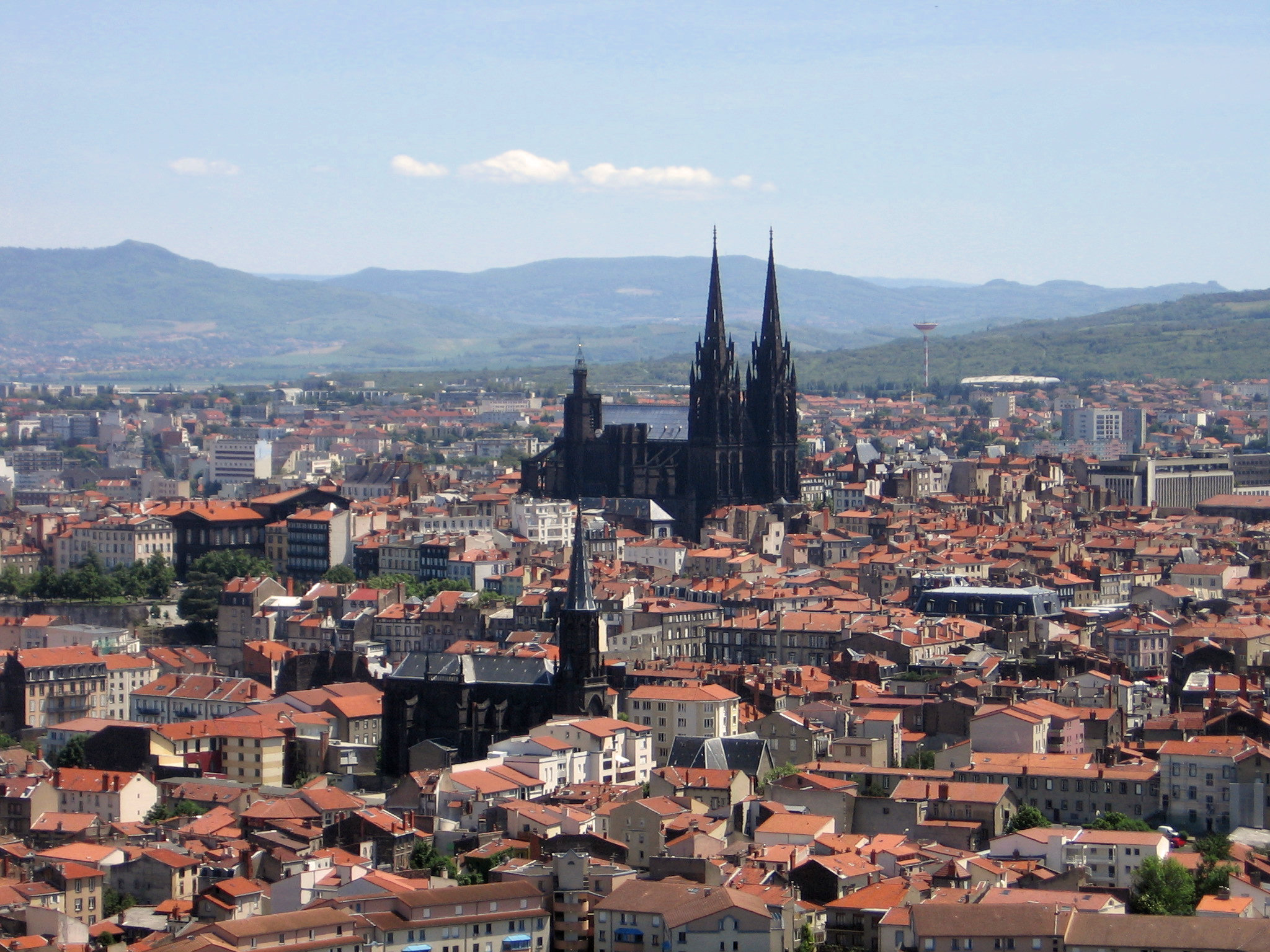
Собор у панорамі Клермон-Феррана
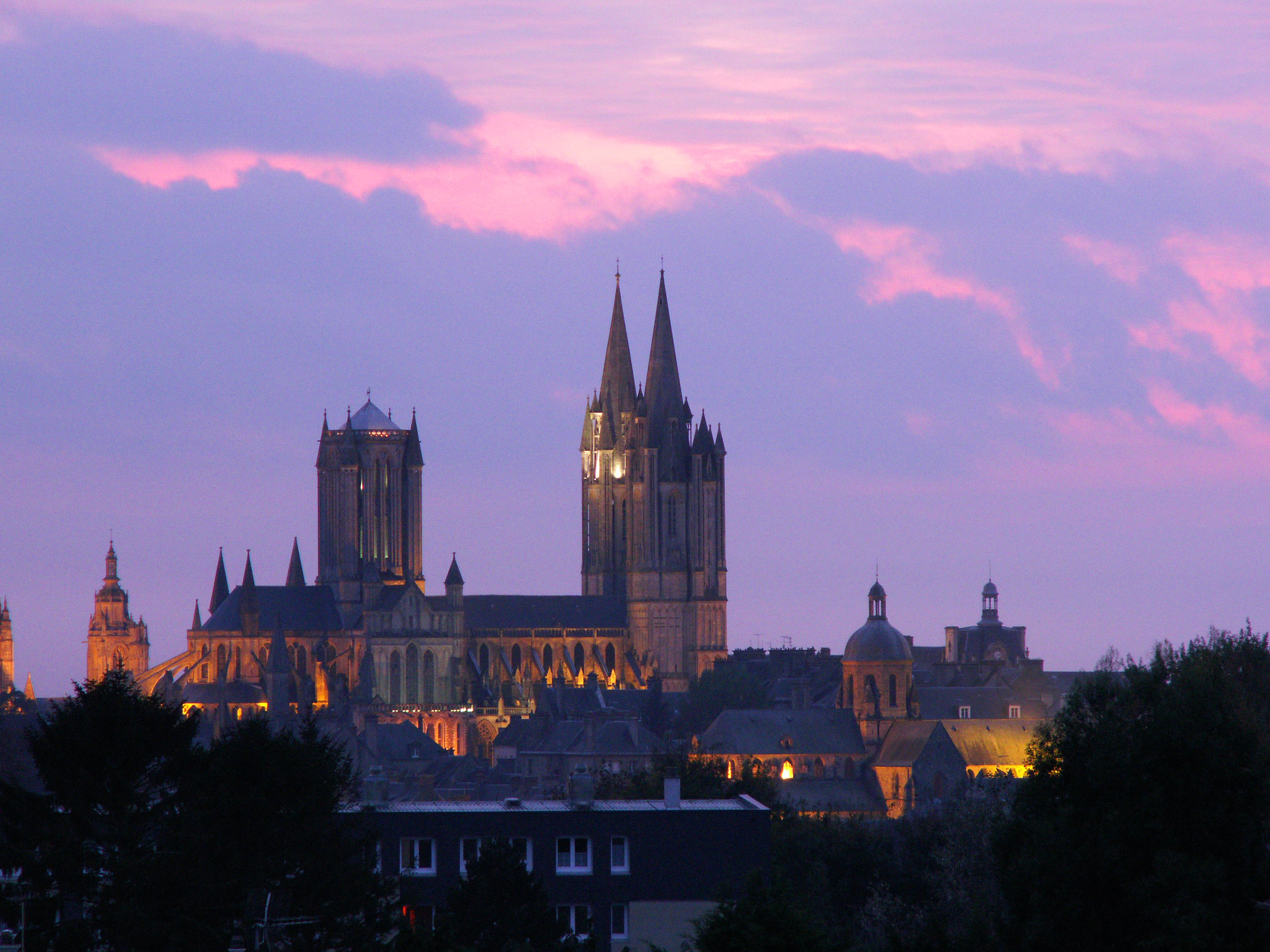
Собор у панорамі Кутанса
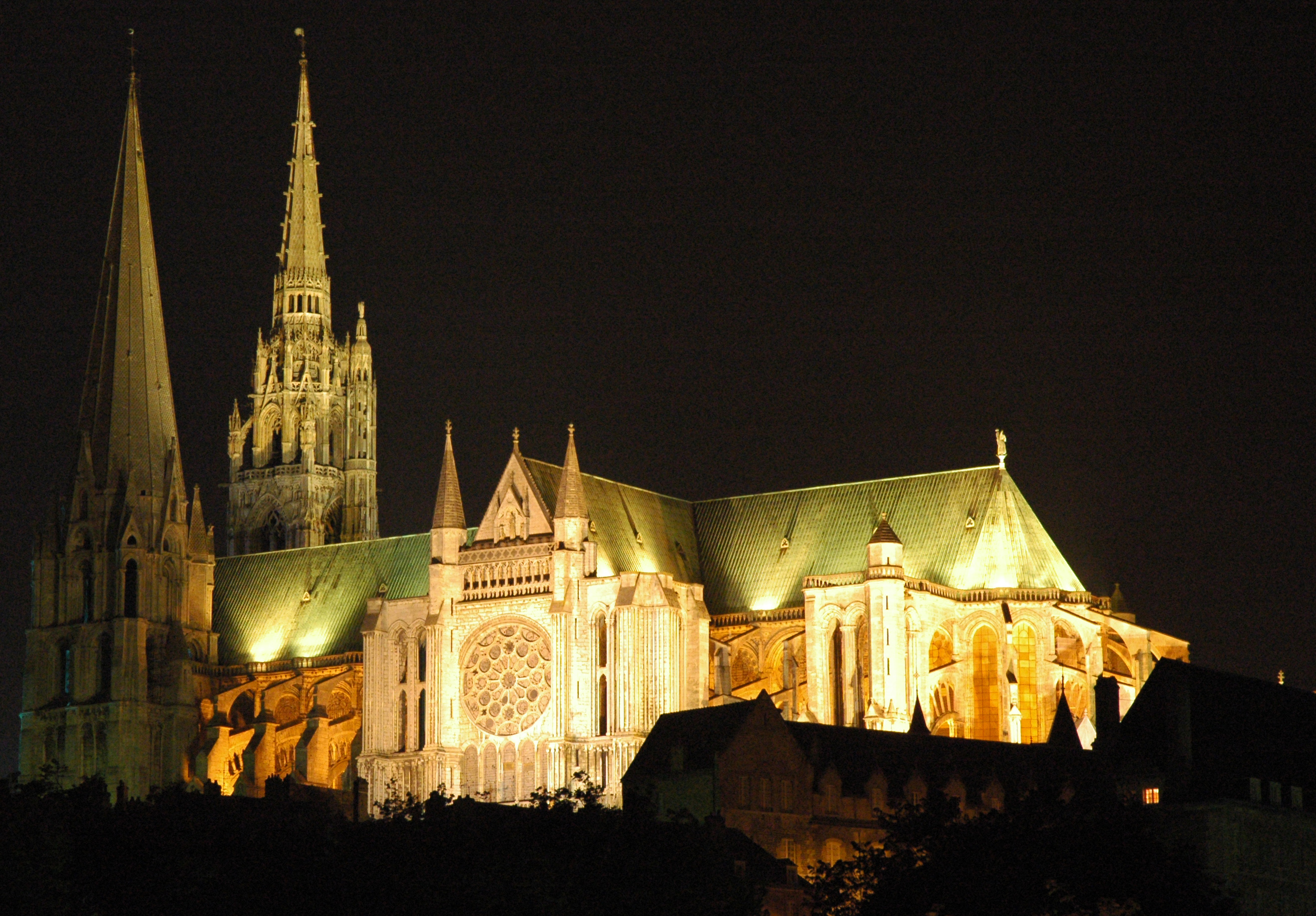
Собор у панорамі Шартра
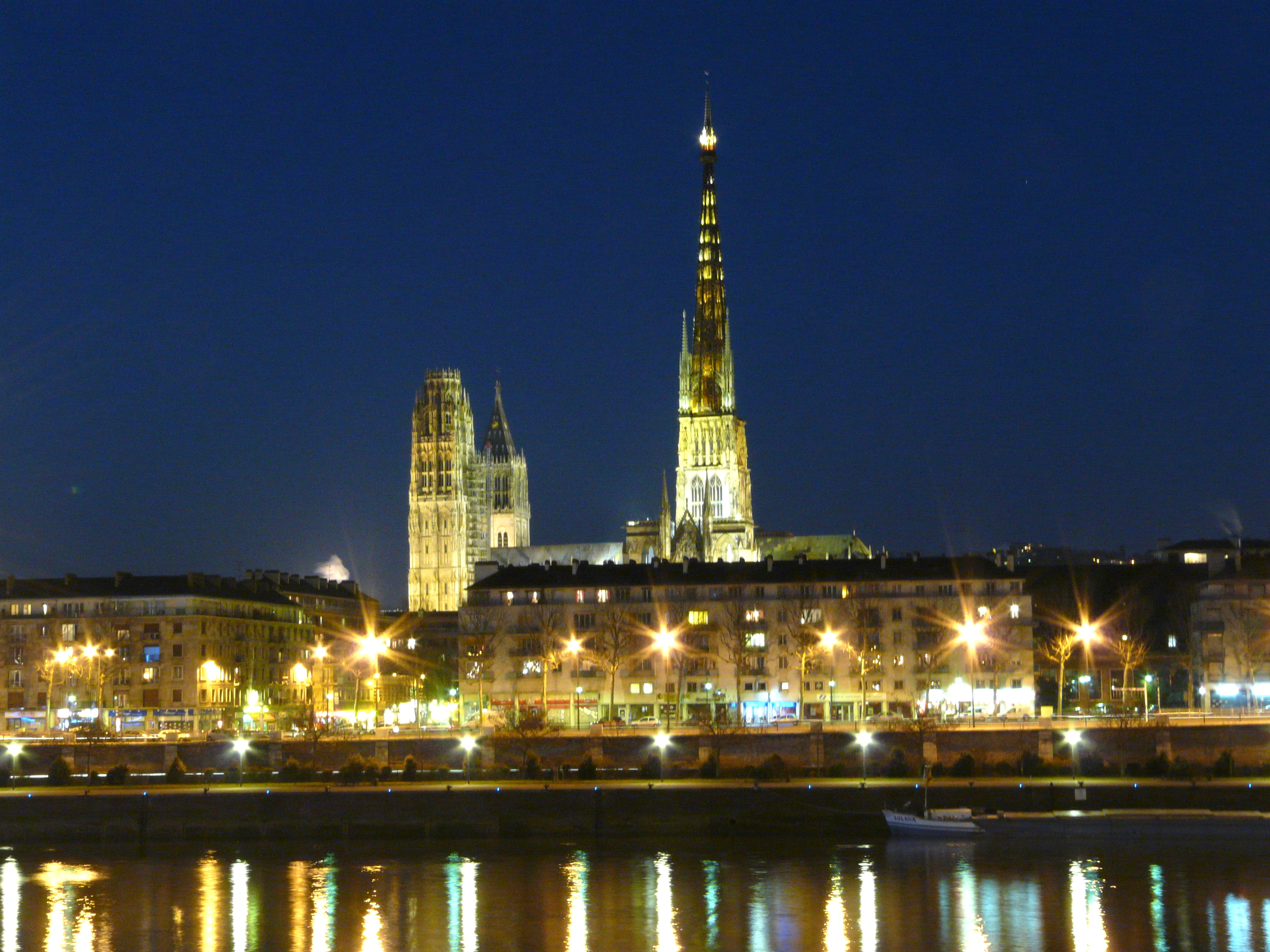
Собор у панорамі Руана
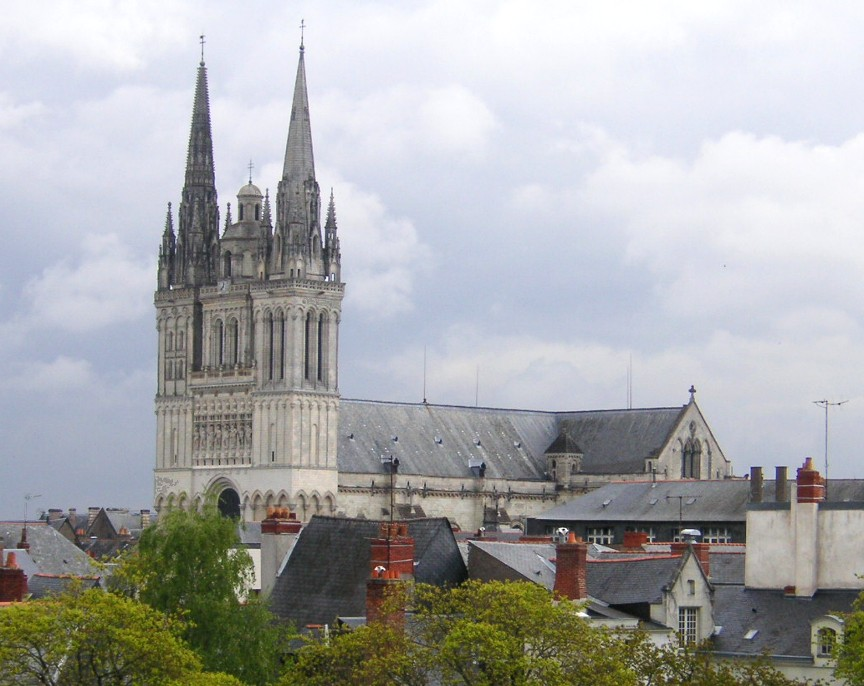
Собор у панорамі Анжера

### Витоки готики

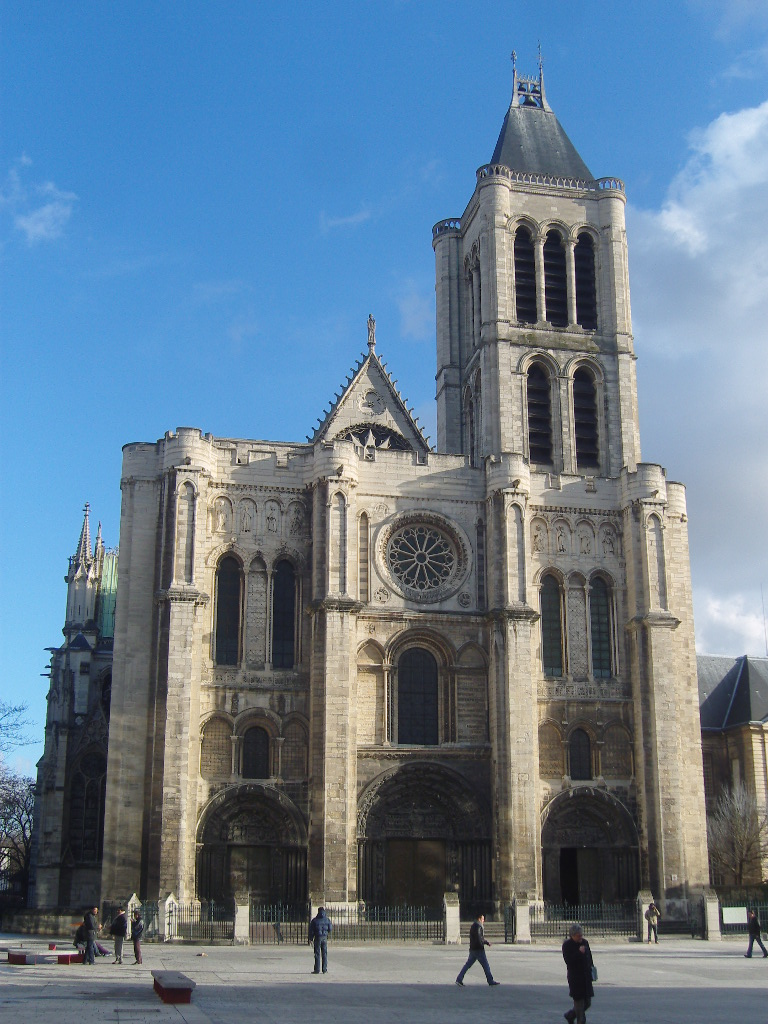
Західний фасад базиліки Сен-Дені. сучасний стан

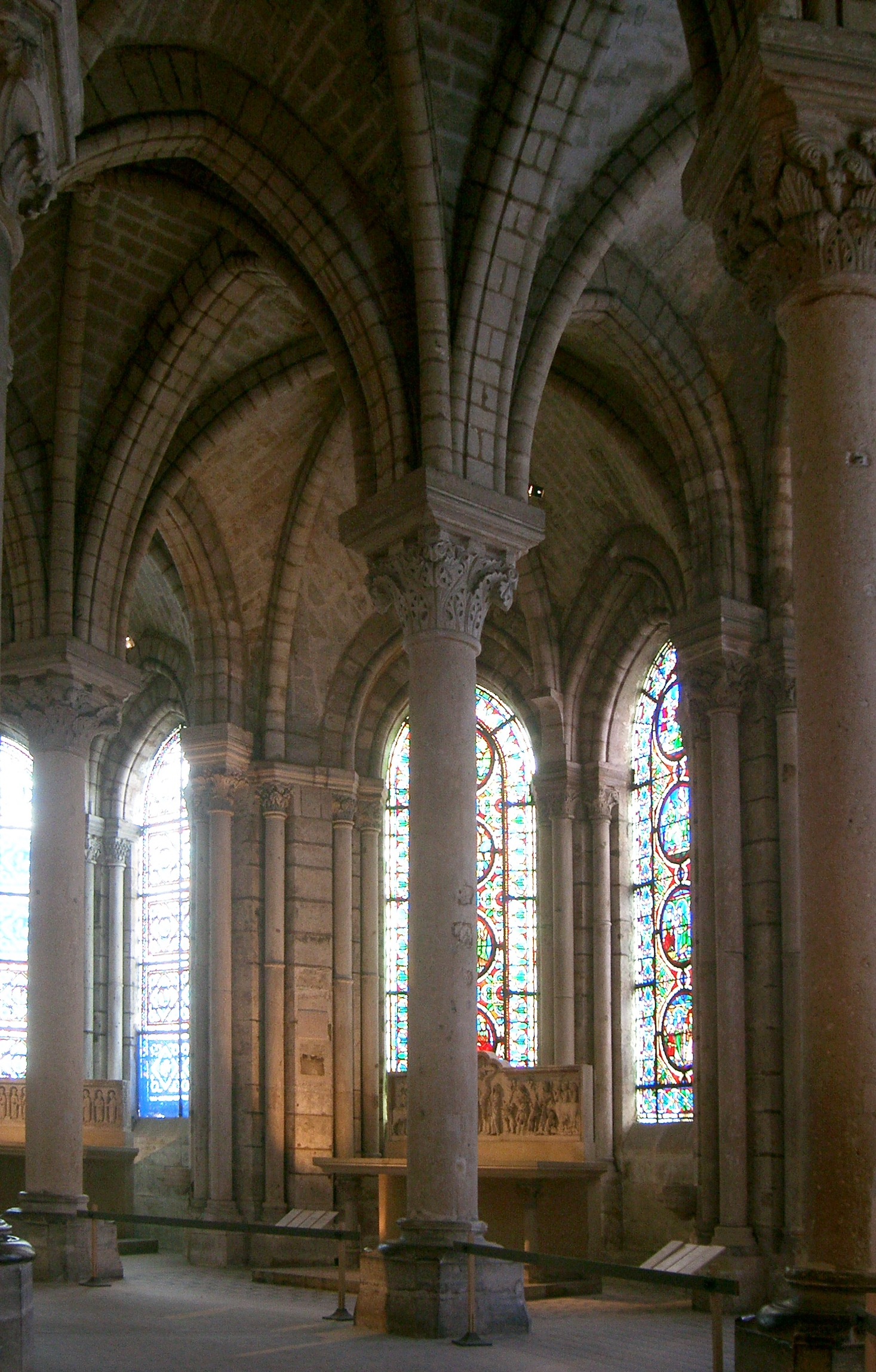
Базиліка Сен-Дені. Деамбулаторій

На початку XII століття в Європі панувала романська архітектура з притаманними їй товстими стінами, важкими напівциркульними арками і склепіннями. У той же час при будівництві церковних споруд окремих регіонів використовувалися стрільчасті арки і реберні склепіння — найважливіші елементи готичної архітектури. Реберний хрестовий звід був відомий ще в епоху раннього середньовіччя в Азії та активно використовувався в Нормандії. У романської архітектури ребра зводу носили тільки декоративну функцію і не грали ролі несучої конструкції. Стрілчаста арка ж була широко поширена в Бургундії.
Близько 1135 р. архієпископ Санса вирішив побудувати новий собор на місці старого, романського. При цьому були одночасно використані реберний звід і стрільчаста арка. Приблизно в цей же час абат Сугерій, радник Людовика VI і Людовика VII, вирішив реконструювати церкву ввіреного йому абатства Сен-Дені на півночі від Парижа. Це абатство служило королівською усипальницею французьких королів і в ній зберігалися мощі Святого Діонісія, першого єпископа Парижа. Метою реконструкції було підняти престиж влади французького короля і поширити його вплив за межі королівських володінь шляхом нагадування сусідам про сакральний характер його влади.
Реконструкція почалася з поновлення західного фасаду за схемою, запозиченою з Нормандії: нижній ярус, що складається з трьох порталів, середній ярус зі світловим прорізом, і верхній ярус — дві башти. Ця схема згодом стане класичною для великих соборів на території Франції. У 1140, після завершення будівництва нового західного фасаду, почалося оновлення хору з використанням нового стилю, запозиченого з собору у Сансі. Вирішено було створити деамбулаторій з вінцем капел, причому капели були ізольовані один від одного, а перекривалися хрестовими реберними склепіннями, підтримуваними загальними тонкими колонами. У стінах же були пророблені широкі вікна, прикрашені вітражами. Оновлена церква була освячена у 1144 році. Після цієї події новий стиль почали запозичувати при будівництві та реконструкції соборів і церков в регіонах, що є сусідами з Іль-де-Франс.

## Основні етапи розвитку готичної архітектури

### Пізня готика— XIV–XV ст
До закінчення правління Людовика Святого Франція вважалася наймогутнішою державою в Європі. Готичне мистецтво досягло свого піку, були встановлені стандарти композиції, конструкції, будівельних прийомів церковних будівель, тому скоротилося поле для експериментів. Структура будівель практично не змінюється, або, навіть, спостерігаються деякі спрощення. Під час Столітньої війни церковне будівництво сповільнилося, а після її закінчення будівництво набирає нових обертів: були завершені багато недобудованих споруд, були перебудовані багато старих в більш сучасному стилі та розпочато будівництво нових.
Початок періоду пізньої готики трактується по-різному: від закінчення правління Людовика Святого (1270), від початку Столітньої війни (1337). У кожному разі, нові будівлі, порівняно з соборами високої готики (виняток — собор в Орлеані) не закладаються, йде повільне завершення раніше початих (собори в Осері, Евре, собор і церква Сент-Уан в Руані) з використанням окремих досягнень променистого стилю.
Відродження слави готичної архітектури починається із закінченням війни і появою так званого «полум'яного стилю» пізньої готики. Окремі його елементи видно в каплицях собору Ам'єна вже в останній третині XIV століття. Термін «палюча готика» виник завдяки характерній формі кривих у вигляді полум'я або риб'ячого міхура в оформленні вікон, щипців, поверхонь стін.
Основні особливості цього періоду:
- БагатийХарактерні риси пізньої готики

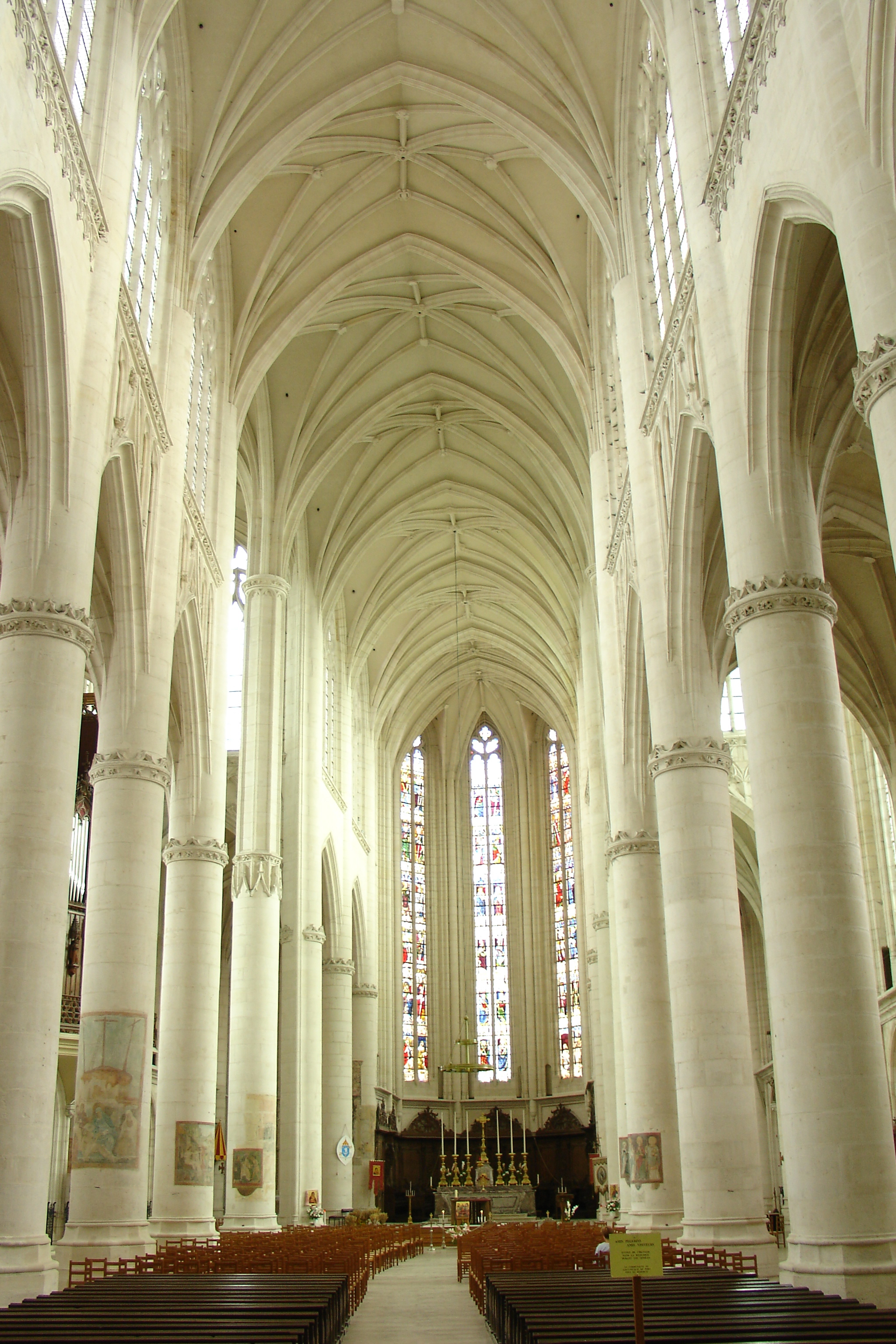
Неф базиліки Сен-Ніколя-де-Пор не має трифорію
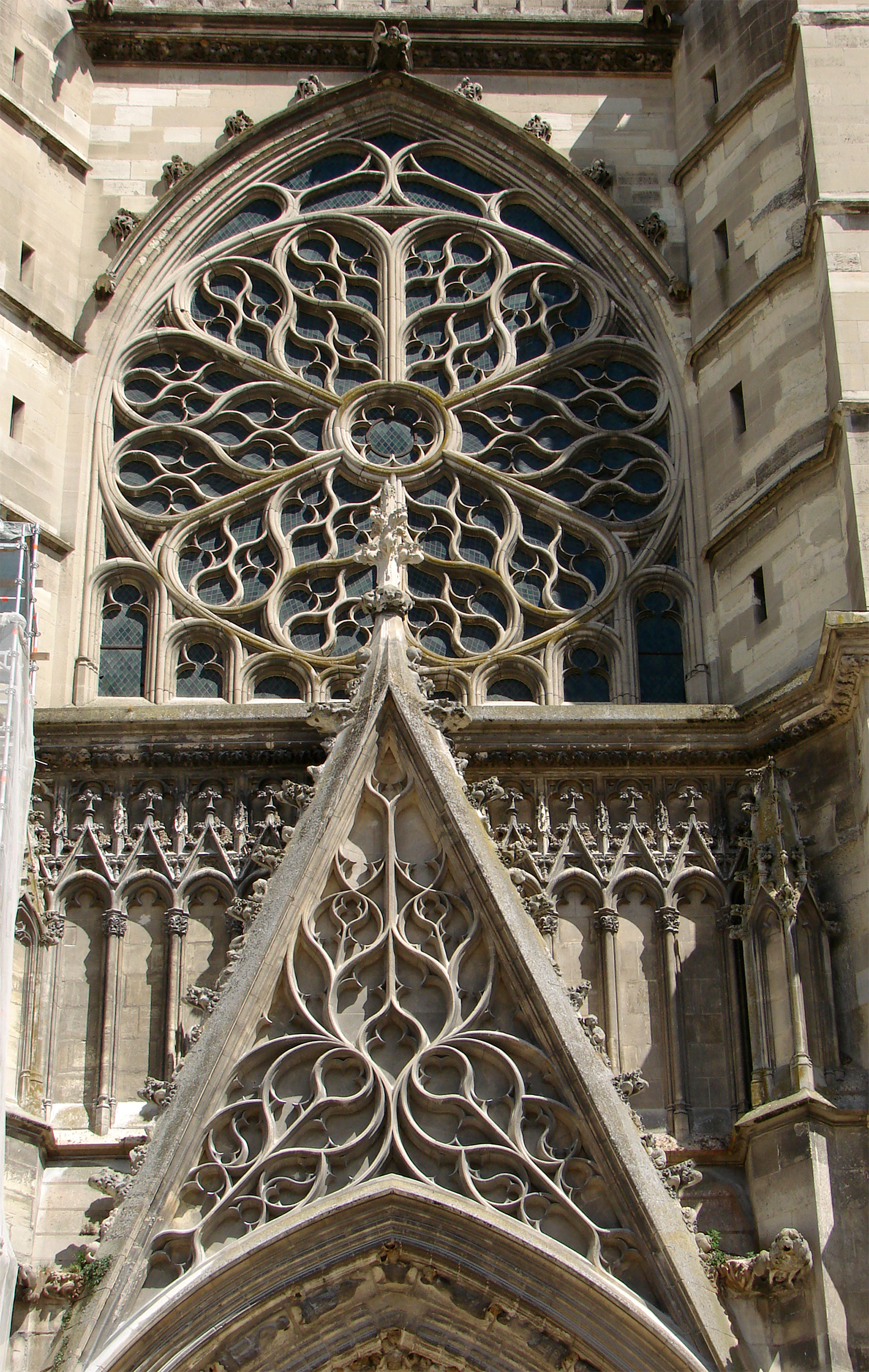
Вікно-троянда і щипець собору в Мо в полум'яному стилі
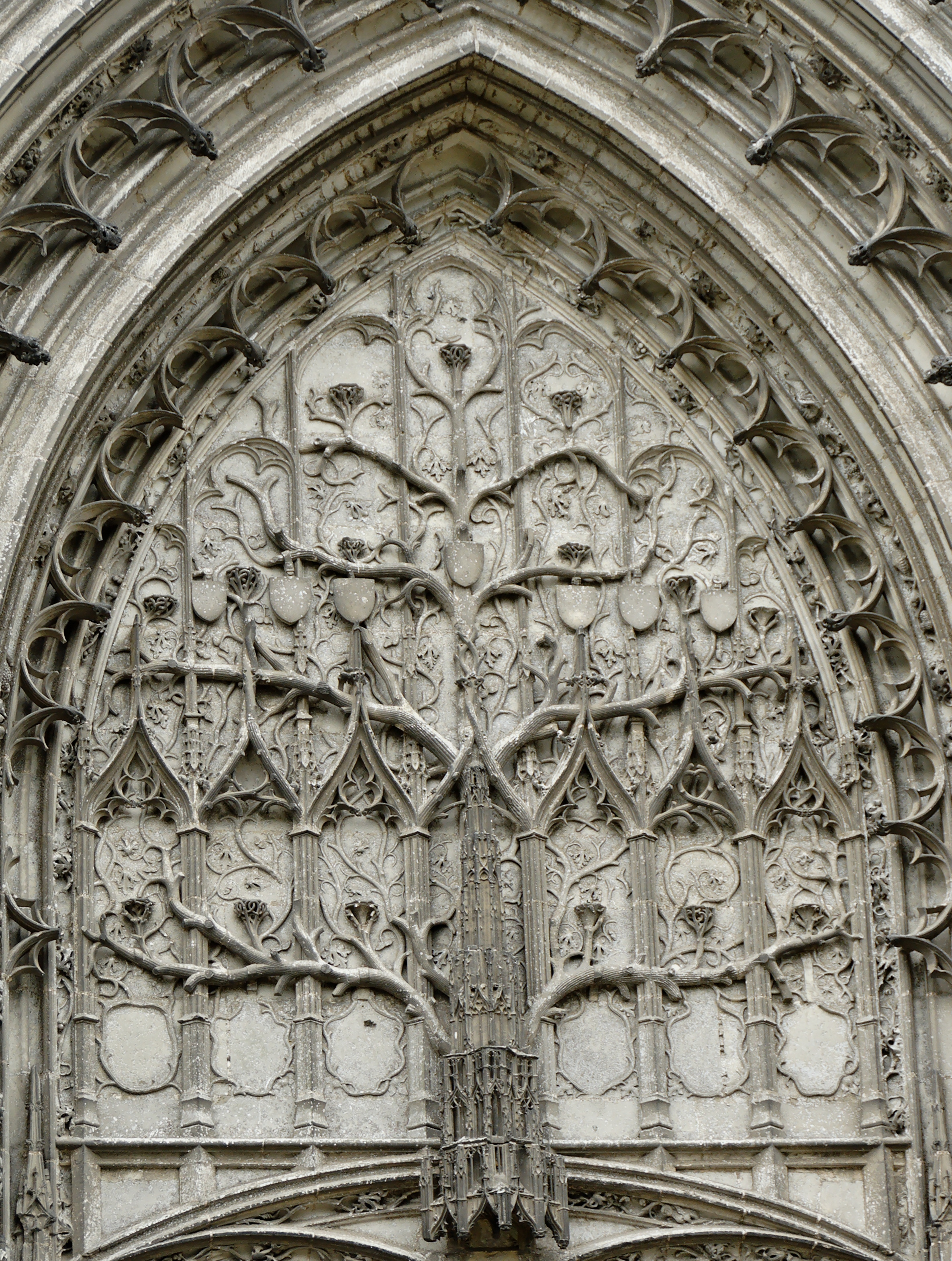
"Полум'яніючий" зовнішній декор трансепта собору в Бове
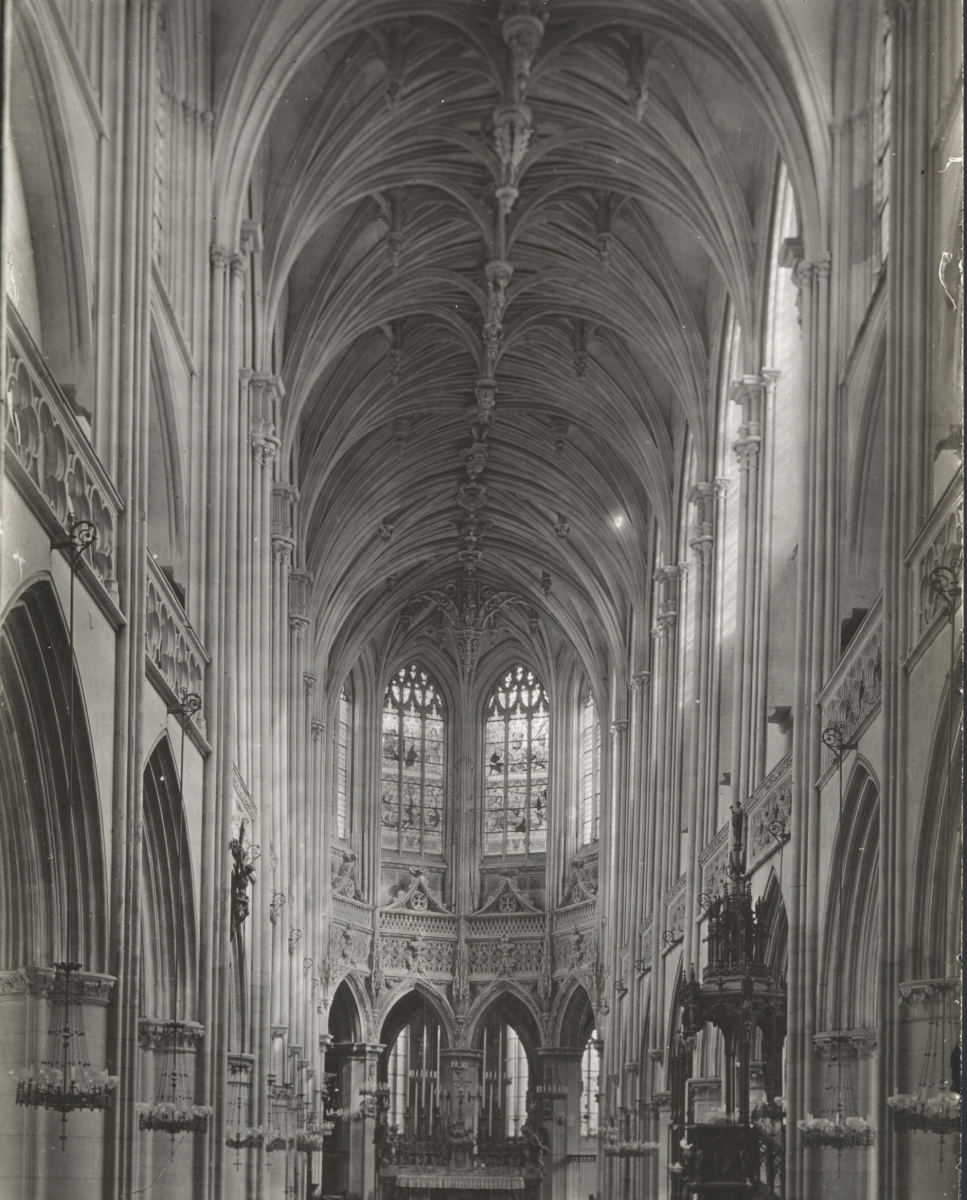
Багатий декор та складні склепіння інтер'єру церкви Сен-П'єр в Кані
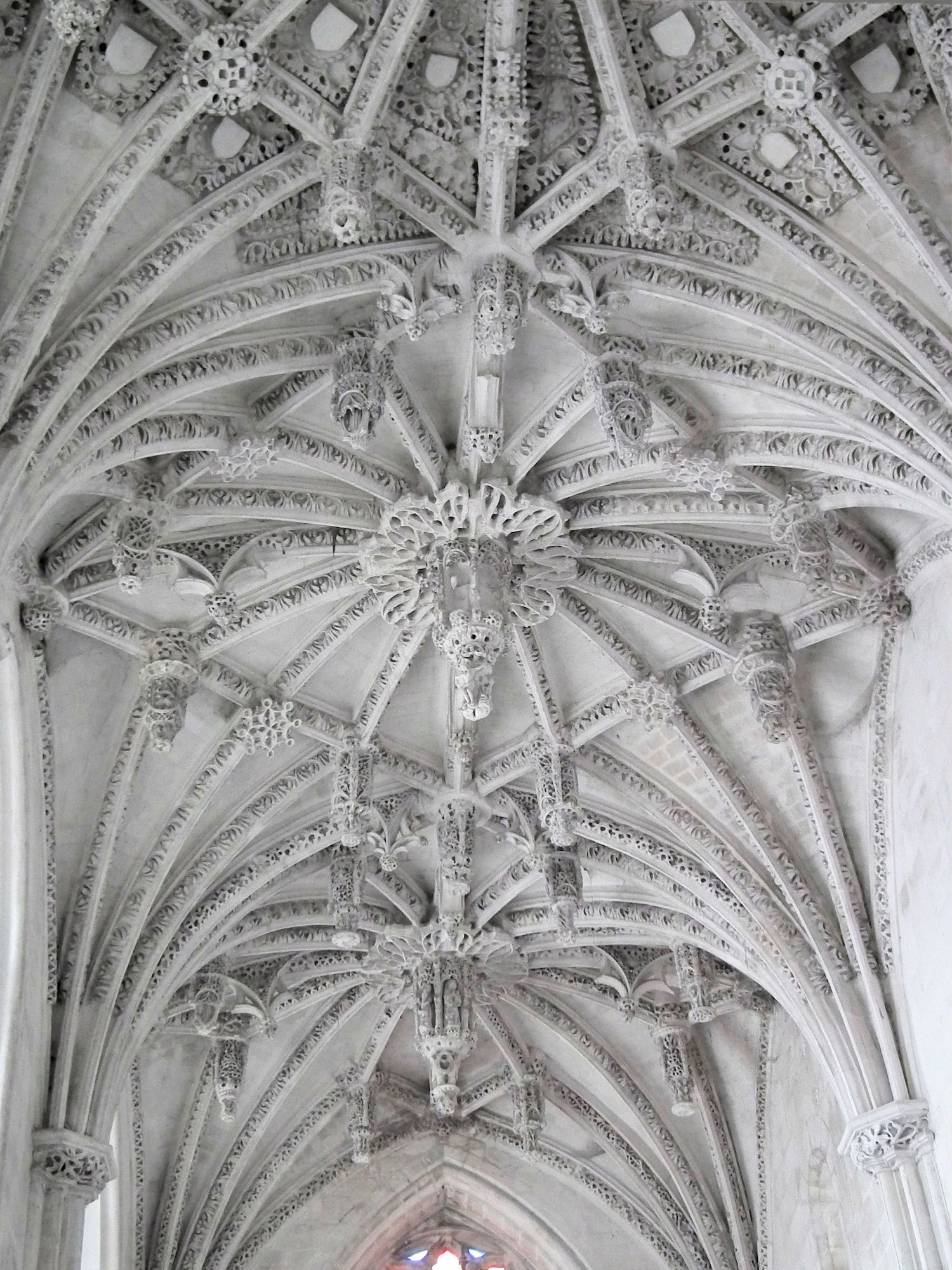
Звід капели Святого духа в Рю, Пікардія
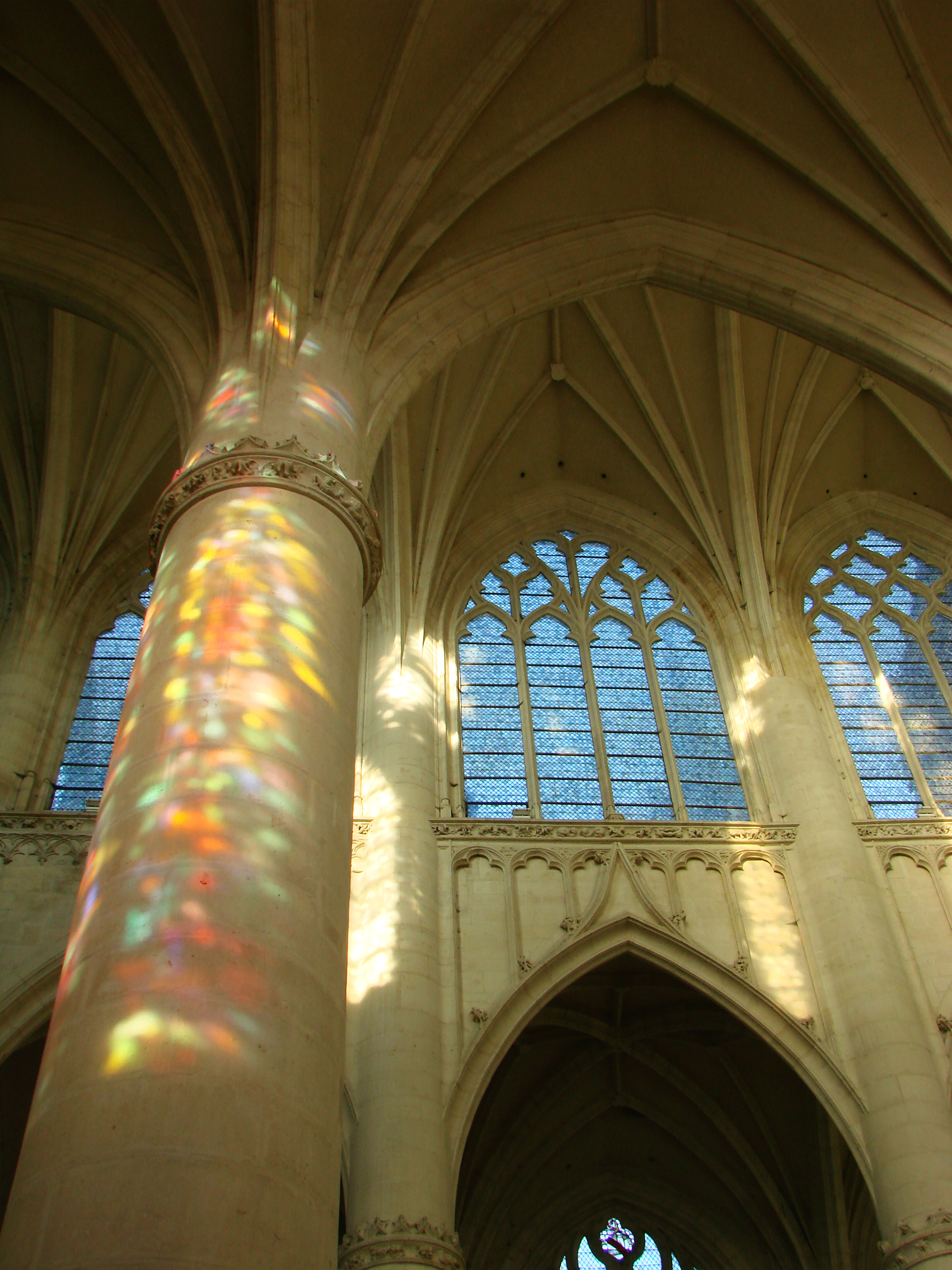
Колони нефа базиліки Сен-Ніколя-де-Пор не мають капітелі

Закладання нових церковних споруд було нерідкою подією після закінчення Столітньої війни. Масштабними спорудами, повністю розпочатими і закінченими в епоху бурхливого розвитку полум'яному стилю, можна назвати базиліки Нотр-Дам де Л'Єпін в Шампані і Сен-Ніколя-де-Пор в Лотарингії, церква Сен-Вульфран Абвіль, в Пікардії. Особливо цікавим фактом є те, що перші дві побудовані поза великих міст. Незважаючи на те, що при будівництві всі три споруди замислювалися як церкви, вони мають розміри і плани великих класичних соборів. Найбільш показовим прикладом у цьому сенсі є базиліка Сен-Ніколя-де-Пор, яка є п'ятинефною. Такий масштаб пов'язаний з тим, що ця церква повинна була бути символом збереження незалежності герцогства Лотарингія після закінчення Бургундських воєн.
Серед великих соборів ранньої та класичної готики, закінчення будівництва яких сталося в епоху панування полум'яному стилю, варто також відзначити західний фасад собору Сен-Гатьєн в Турі і цілий «парад полум'яніючих трансептів» соборів Бове, Санса, Санліса, Осера, Ліможа, Евре. В цей же час був закладений собор в Нанті, будівництво якого було закінчено лише наприкінці XIX століття.
Характерний для цього періоду зовнішній декор отримують навіть такі шедеври високої готики як собори в Шартре (північна вежа) і Ам'єні (вікно-троянда і обидві вежі західного фасаду), Сент-Шапель в Парижі (вікно-троянда).
Але все ж у всій своїй красі полум'яніючий стиль проявився, насамперед, в невеликих парафіяльних церквах і капеллах. Це можна пояснити тим, що вишуканий декор має більш вигідний вигляд саме в таких, невеликих за масштабом спорудах, а не у величезних соборах, де він може загубитися. Такі споруди часто мають оригінальну композицію фасаду, відмінну від класичних соборів (наприклад, церква абатства Св. Трійці в Вандомі, церква Сен-Маклу в Руані, Сент-Шапель в Венсенському замку), складну будову склепінь і опор (наприклад, парафіяльна церква Сен-Северен і капела особняка Клюні в Парижі).
Приклади пізніх готичних споруд

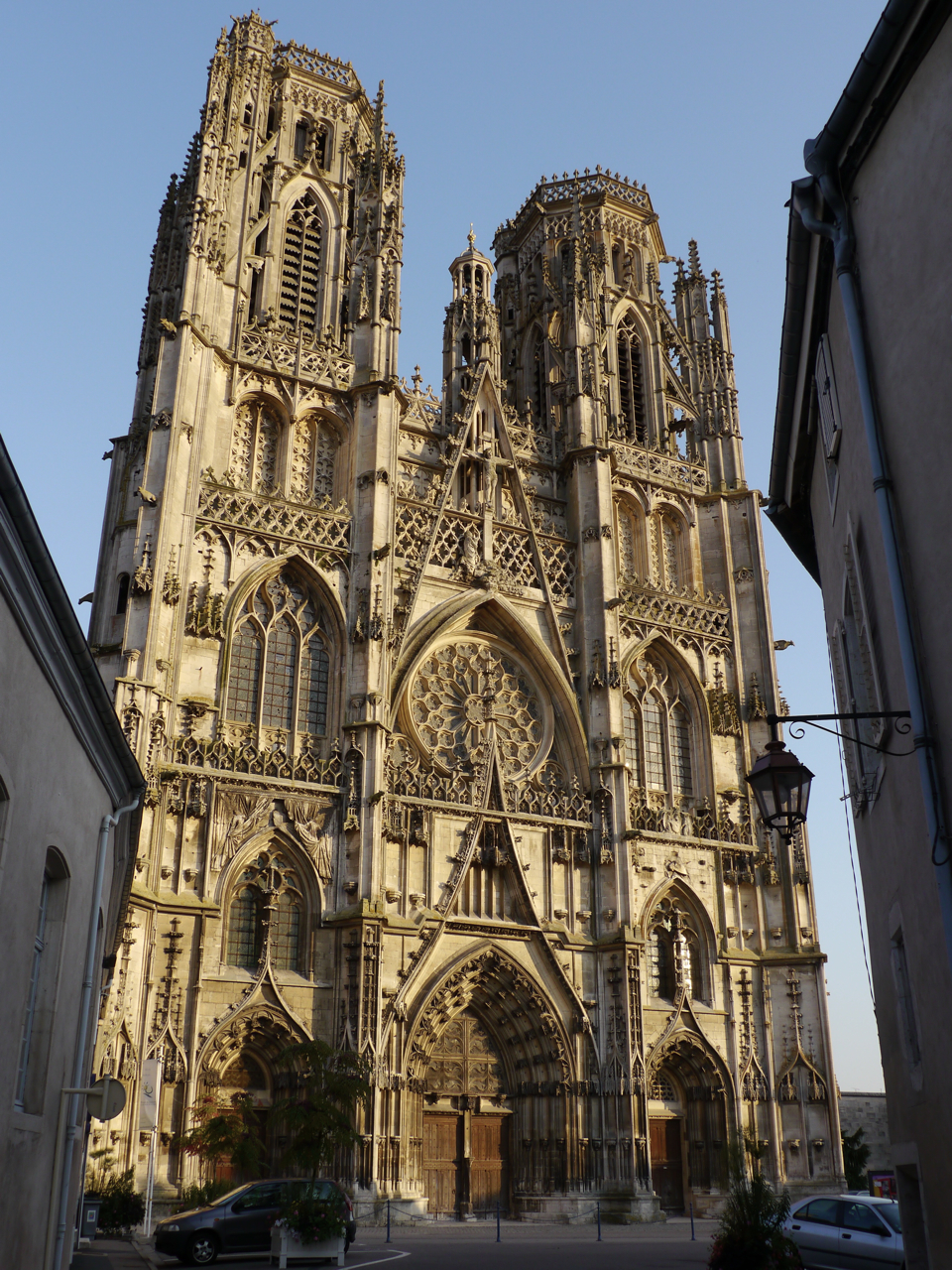
Західний фасад собору Сент-Етьєн в Тулі
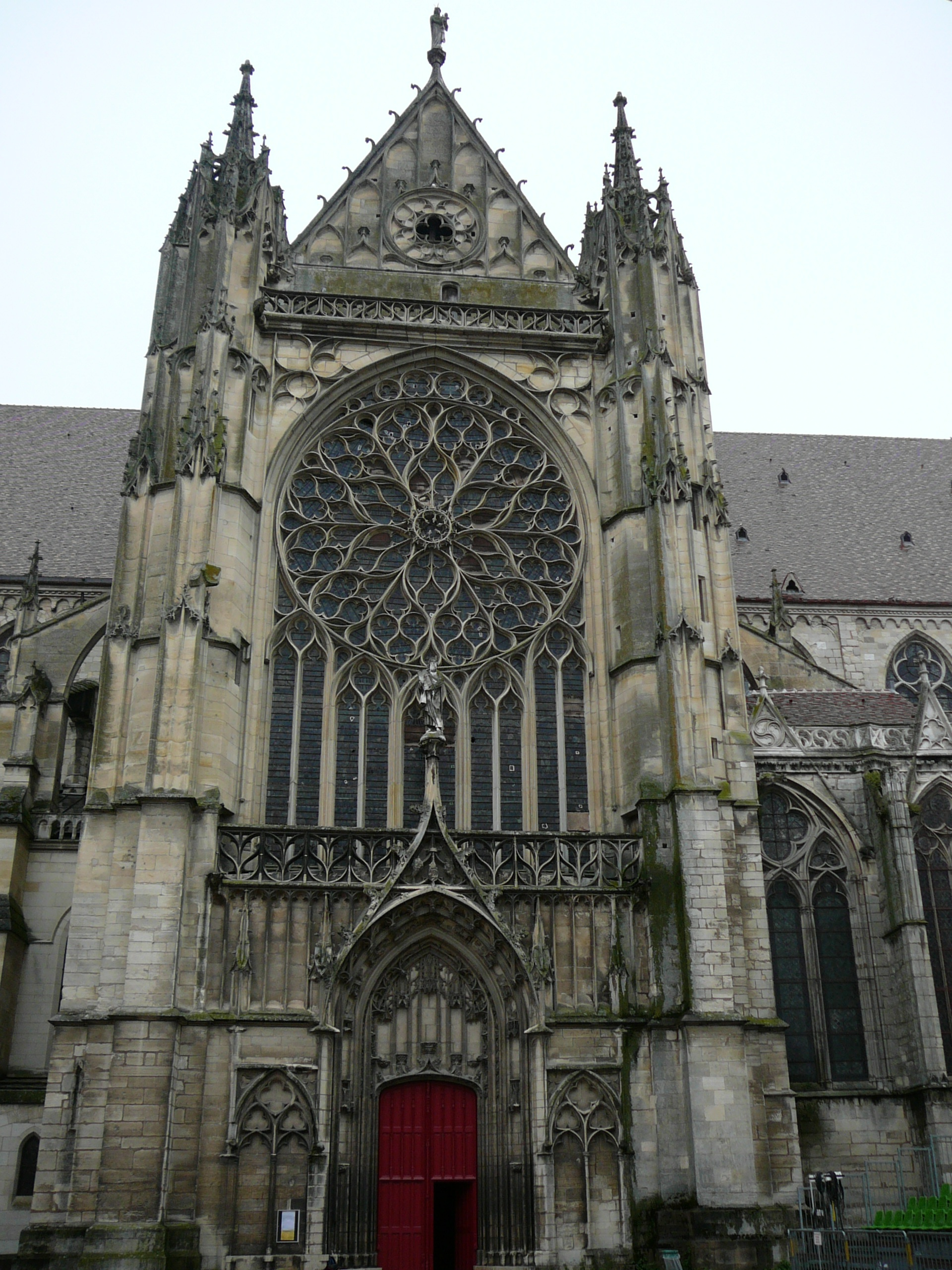
Південний трансерт собору у Сансі
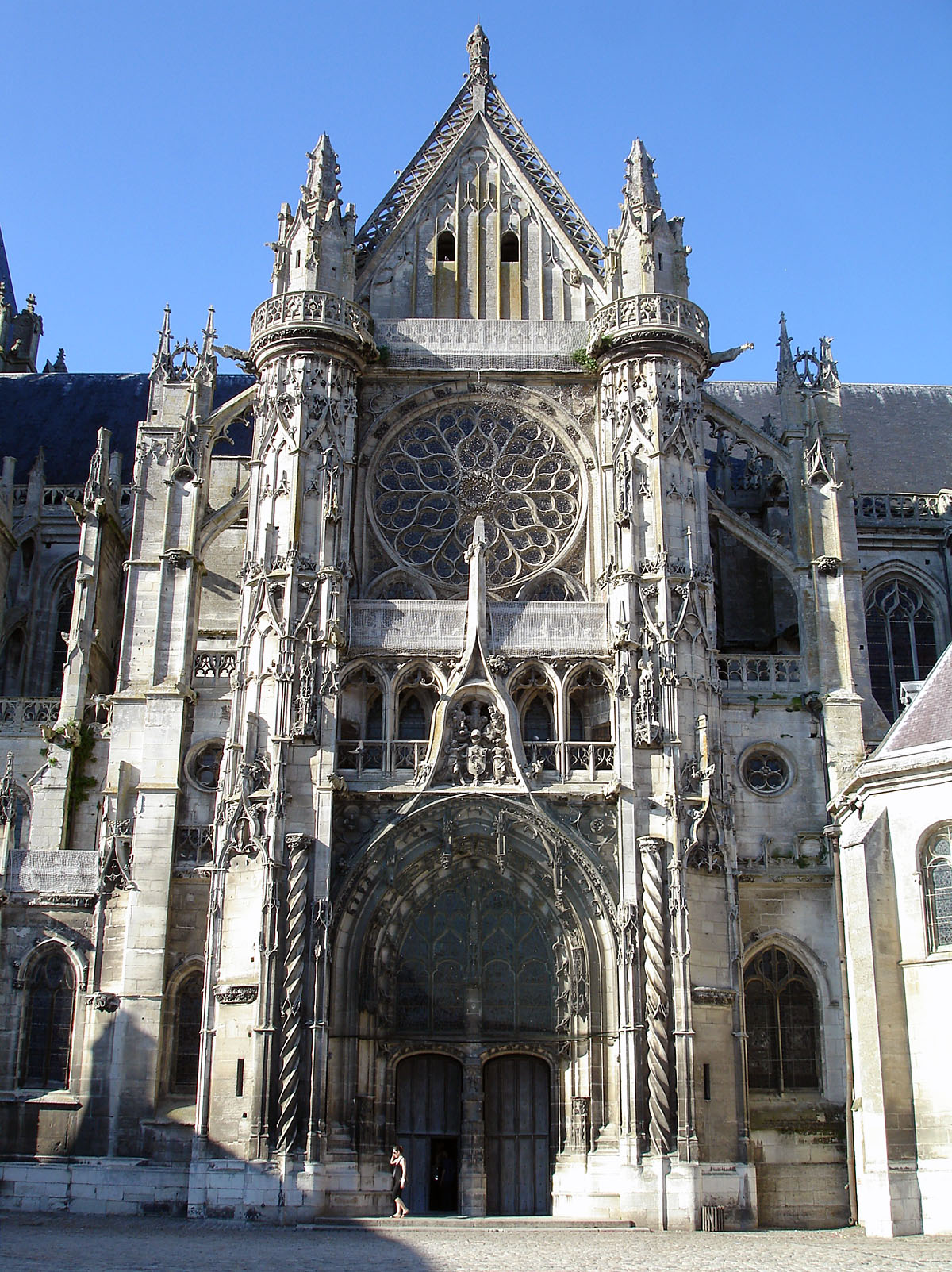
Південний трансерт собору в Санлісі
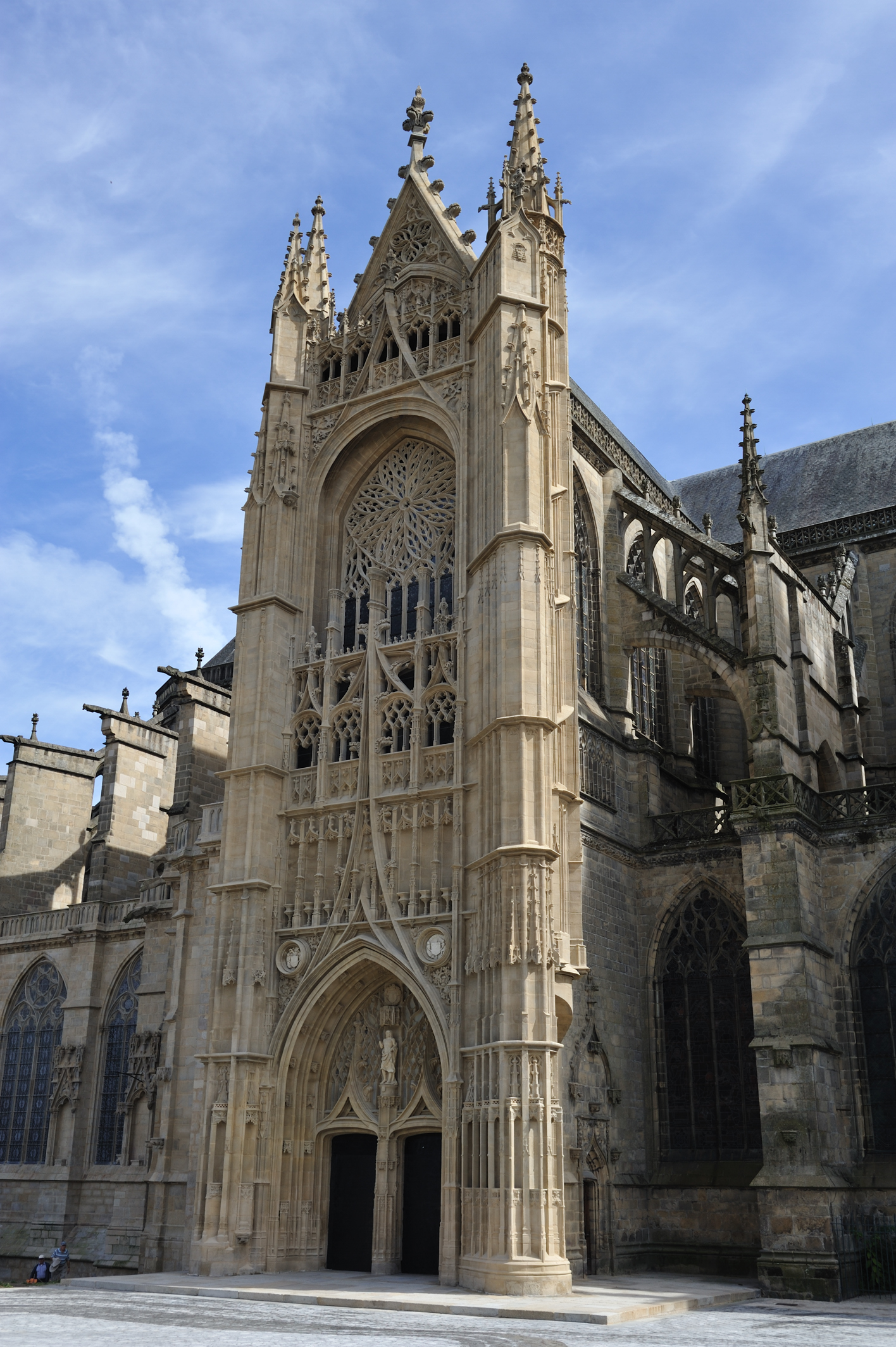
Південний трансерт собору Сент-Етьєн в Ліможі
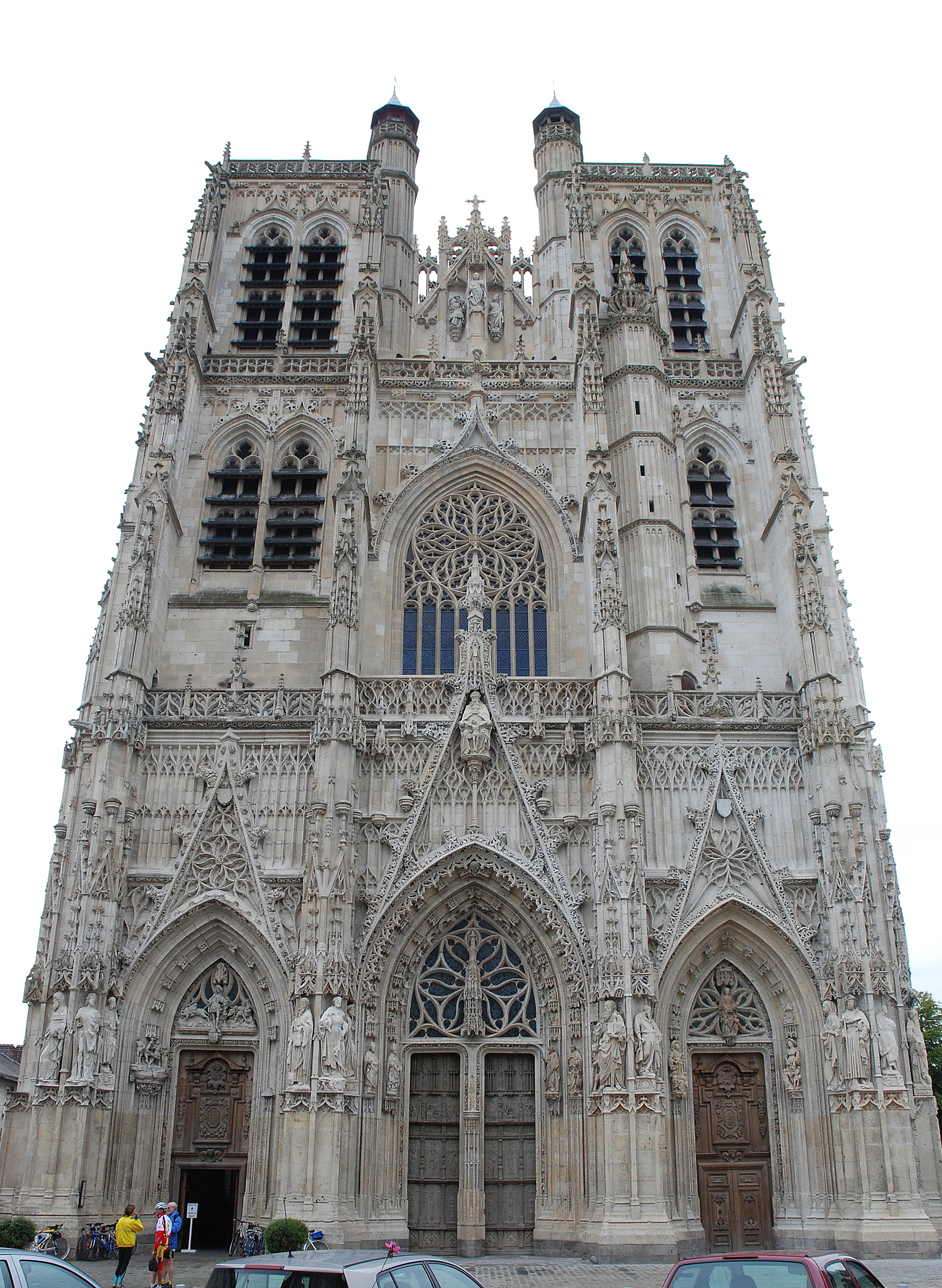
Західний фасад церкви Сен-Вульфран в Абвіль
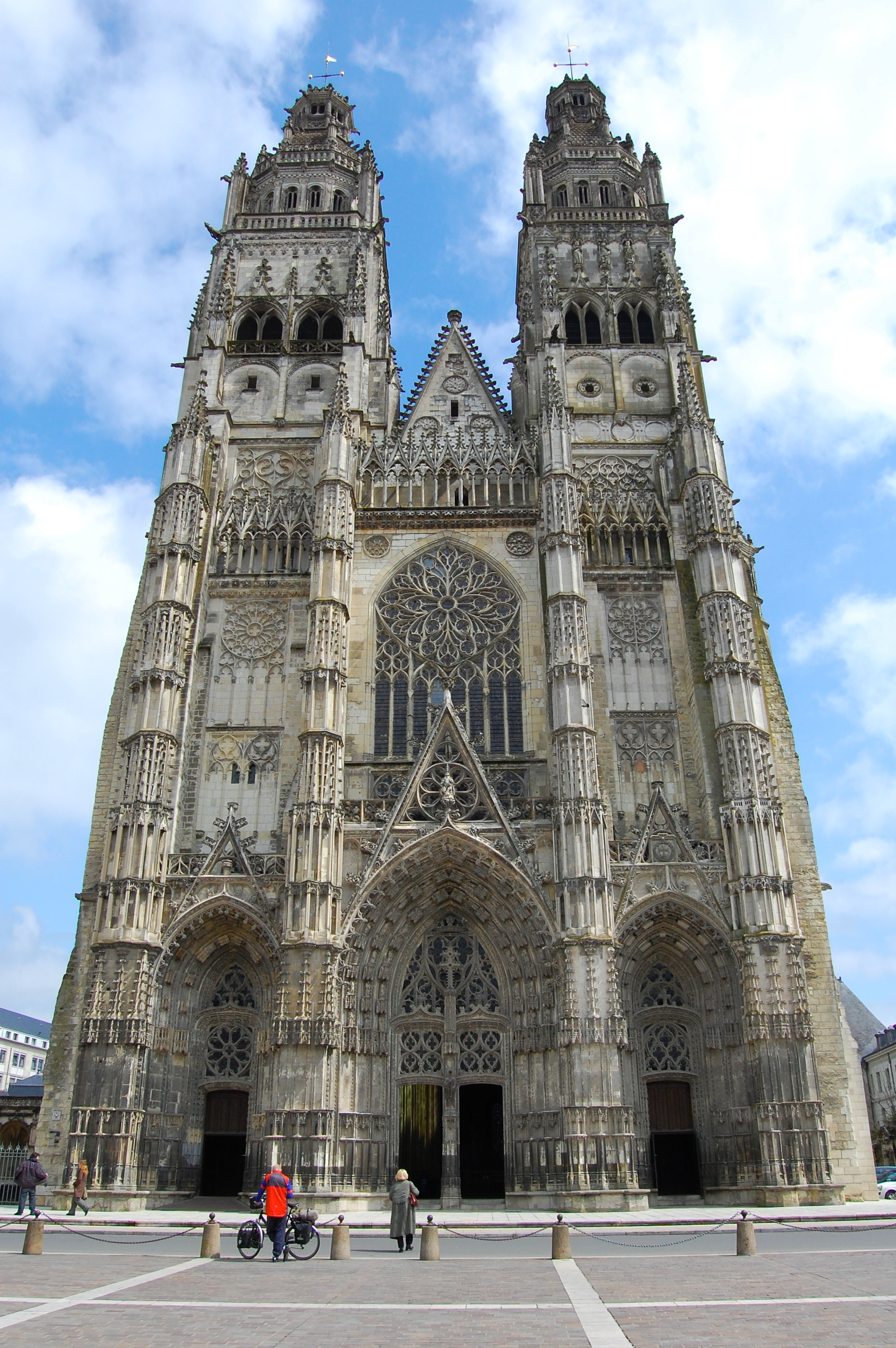
Західний фасад собору Сен-Гатьєн в Турі
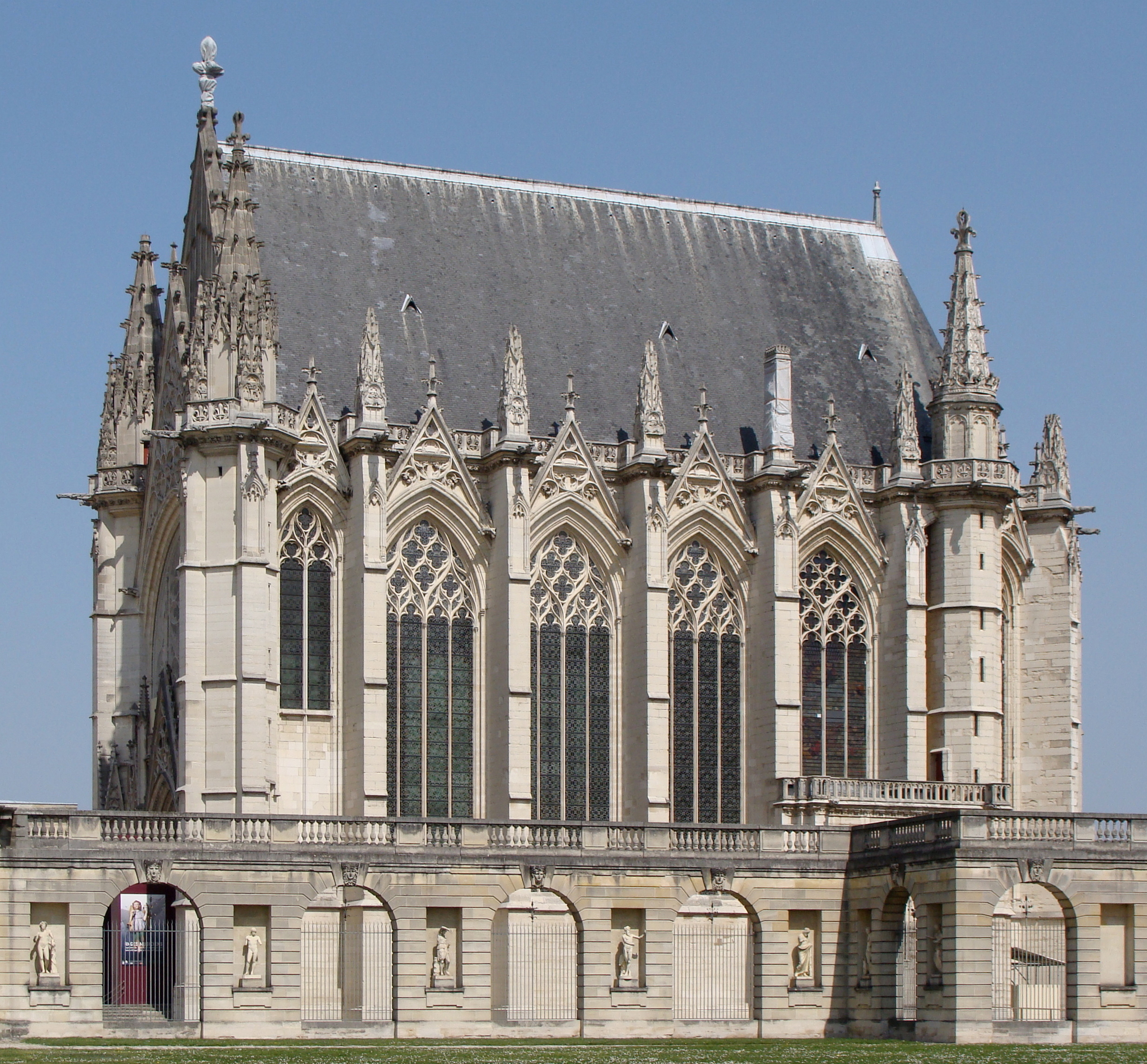
Капела Венсенського замку
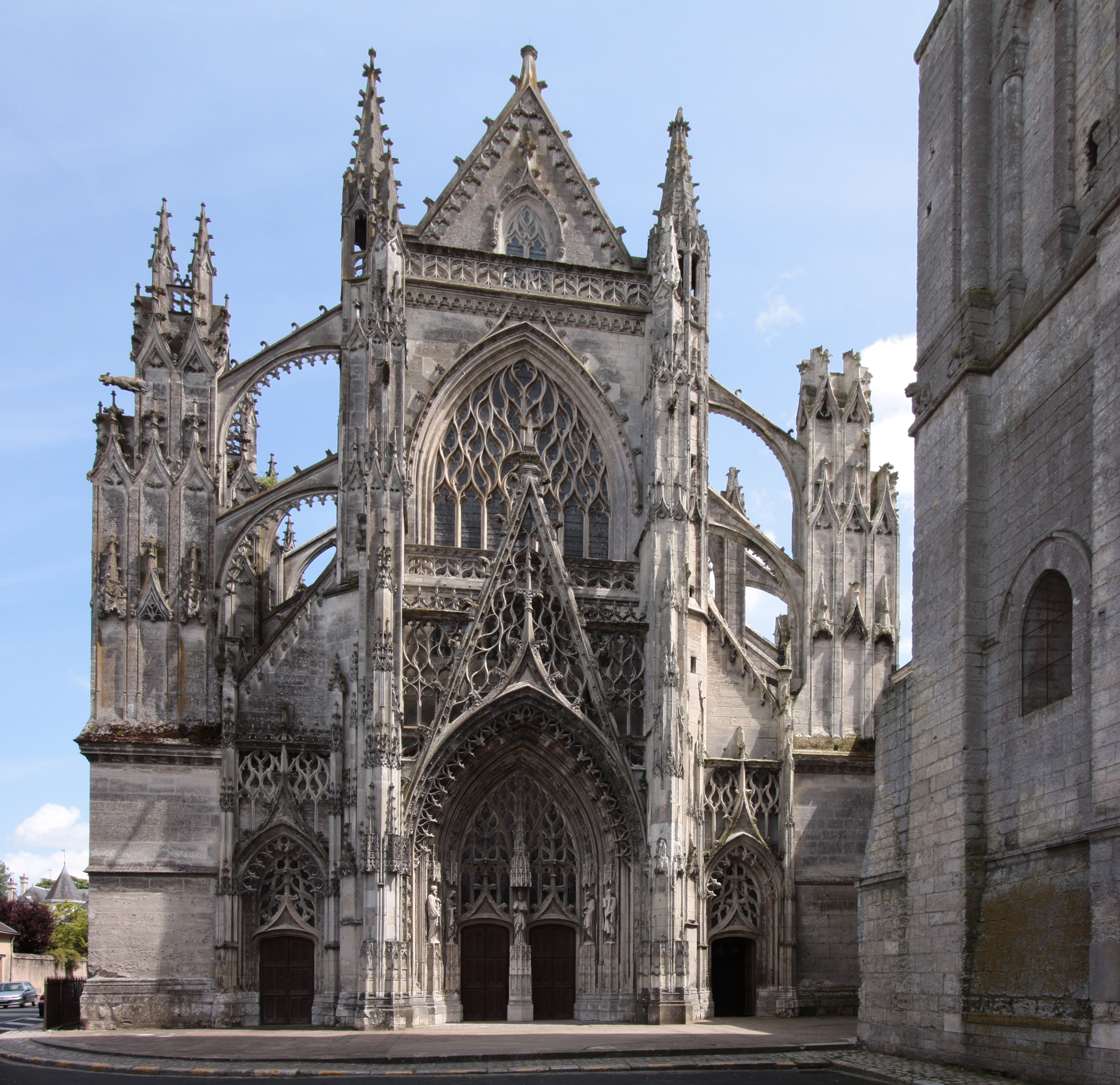
Церква абатства Св. Трійці в Вандомі
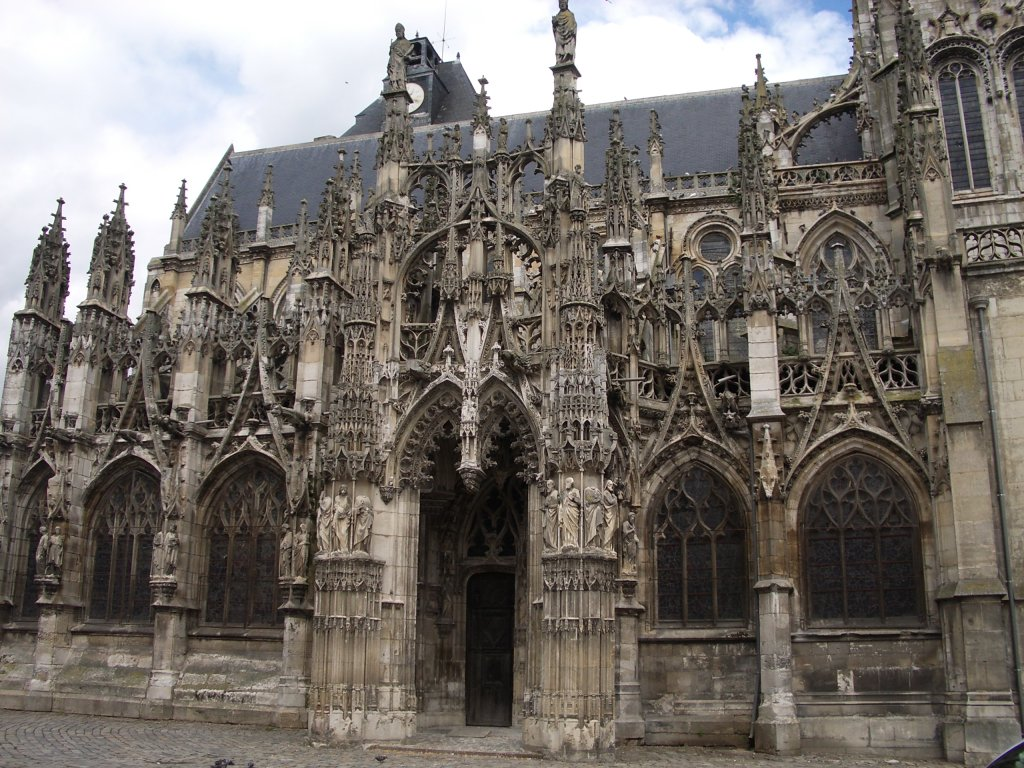
Північний трансепт церкви Нотр-Дам в Лув'є, Верхня Нормандія
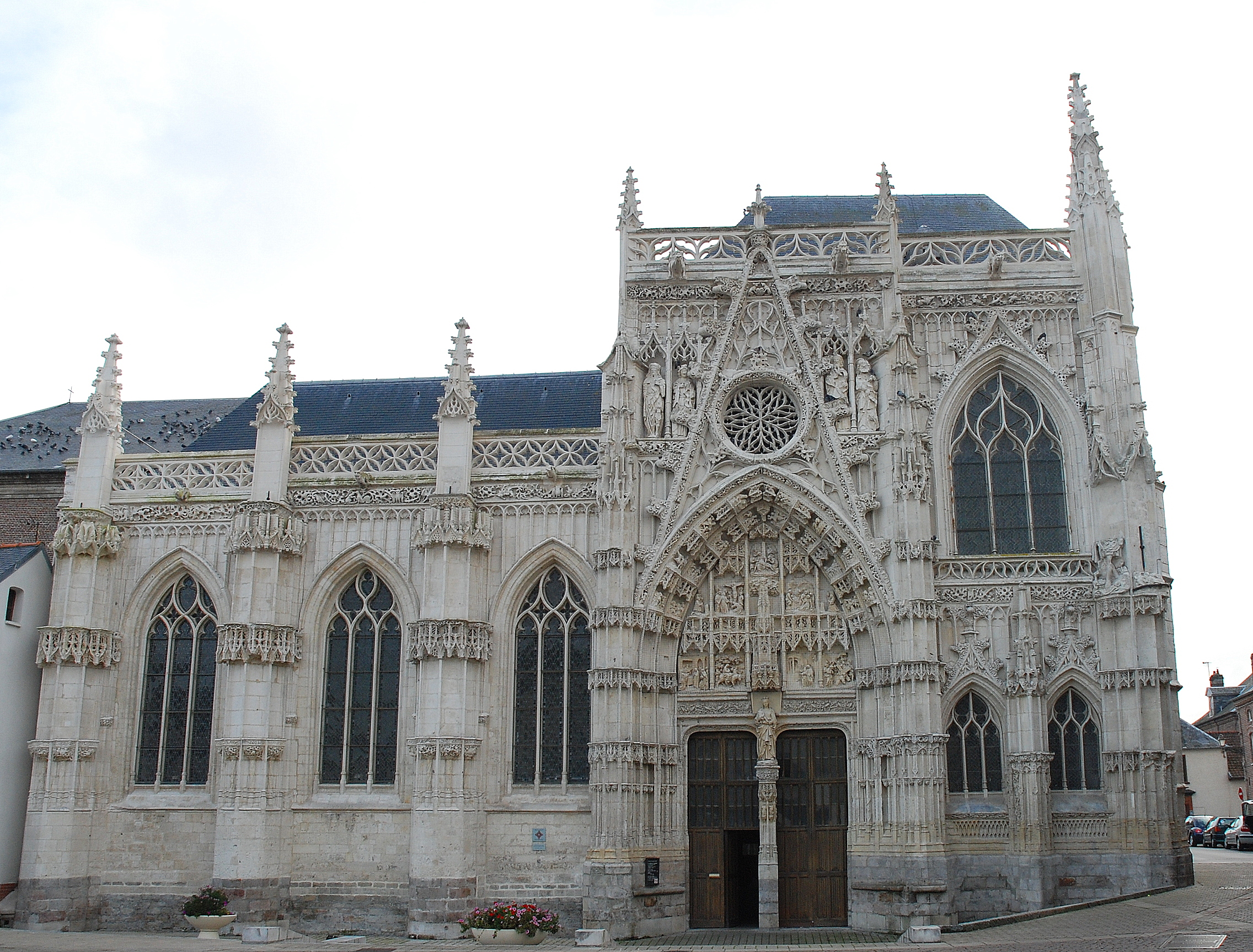
Капела Святого духа в Рю
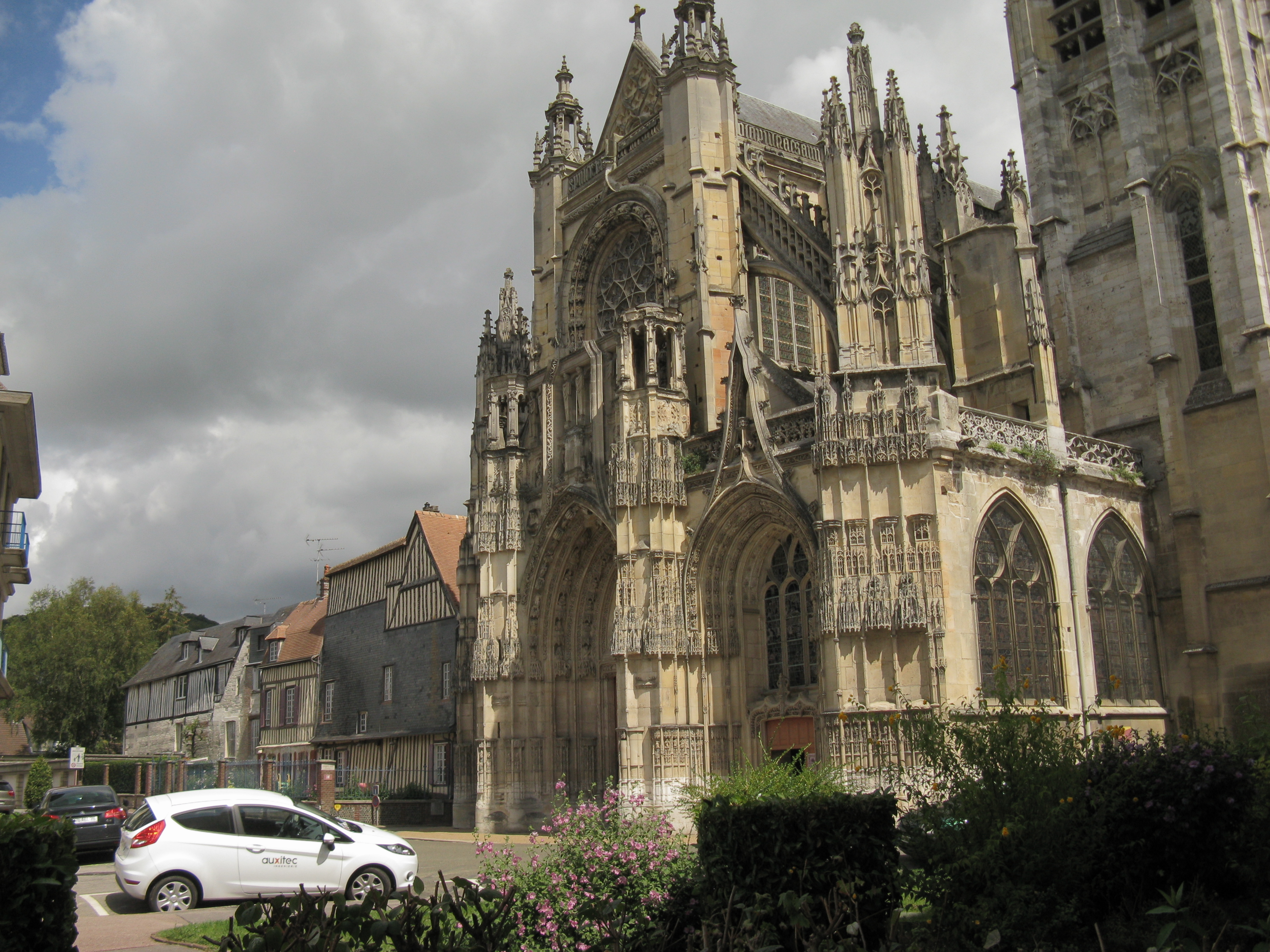
Церква Нотр-Дам в Кодбек-ан-Ко
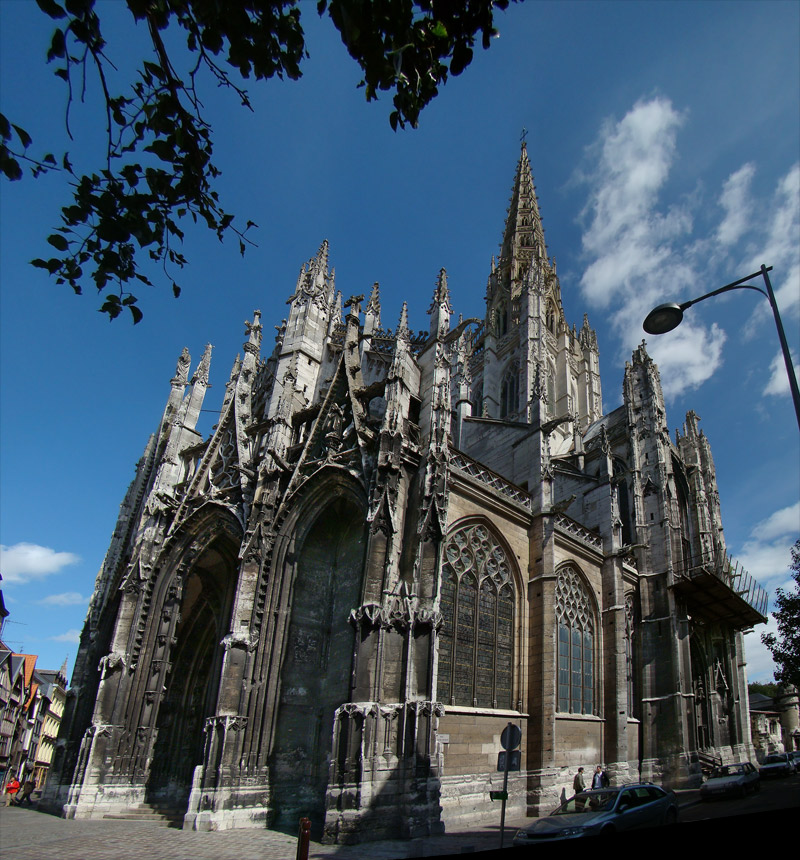
Церква Сен-Маклу в Руані (1437-1517)

### Нормандська готика
Готика Нормандії (вплив якої більшою мірою поширюється і на сусідню Бретань) широко використовувала досягнення Іль-де-Франса, проте залишалася вірною досягненням своєї романської архітектури. Так, нормандські собори використовують товсті романські стіни, які розчленовуються на кілька шарів і можуть бути додатково прикрашені. Типовий вертикальний перетин стін складається з аркади (часто подвійна), галереї та верхнього ряду вікон. Західні фасади підкоряються схемою нормандського «гармонійного» фасаду. Замість вікна-троянди на західному фасаді часто використовуються стрілчасті вікна, як і в англійській готиці. Вежі над средохрестям є неодмінним атрибутом нормандських соборів.
Серед найвідоміших готичних споруд Нормандії слід зазначити церква Сент-Етьєн в Кані, заснована Вільгельмом Завойовником, собори Нотр-Дам в Кутансі, Евре, Байо; Собор Нотр-Дам, абатство Сент-Уан і церква Сен-Маклу в Руані.
Приклади готичних споруд Нормандії

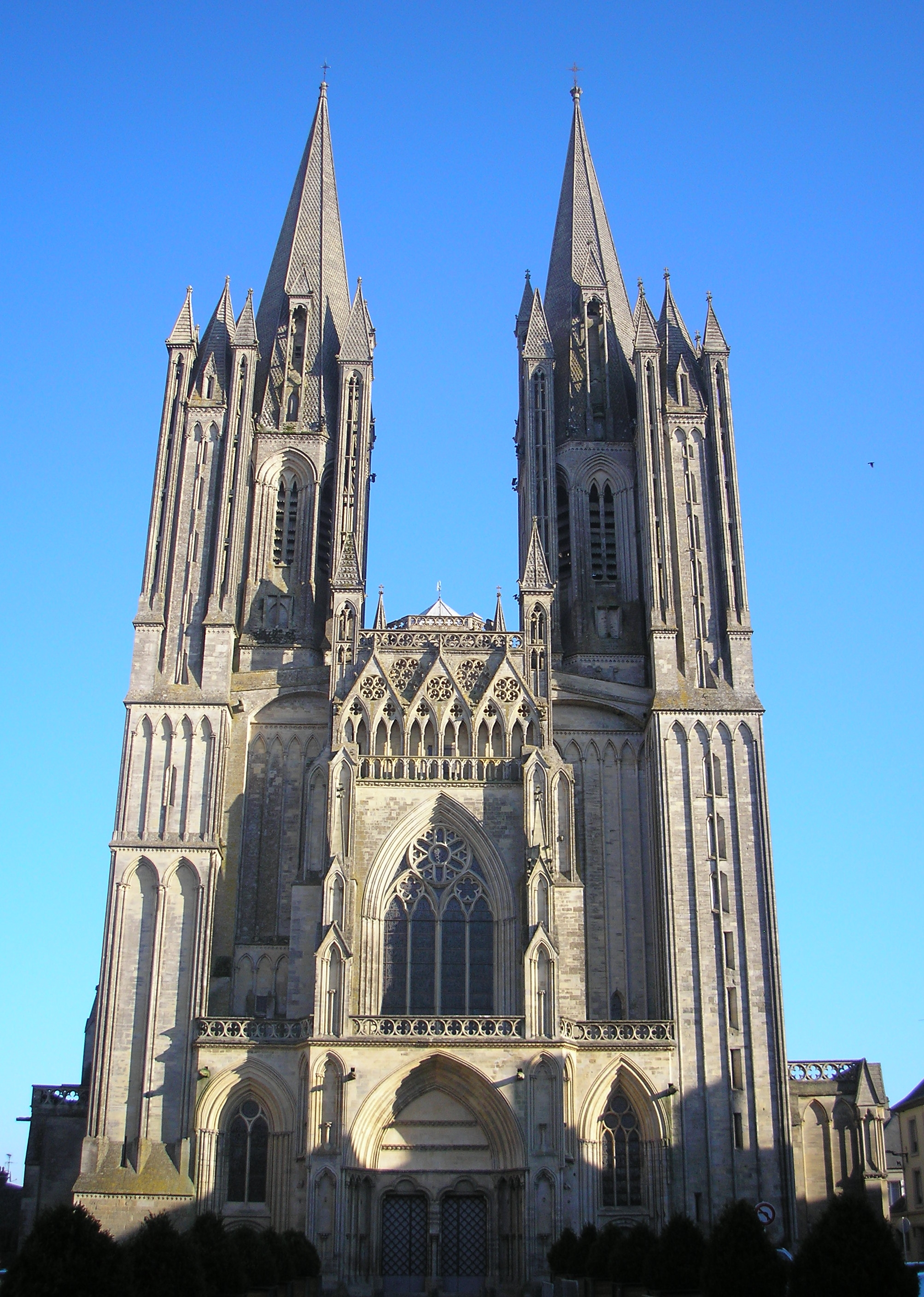
Західний фасад собору в Кутанса із стрілчастим вікном
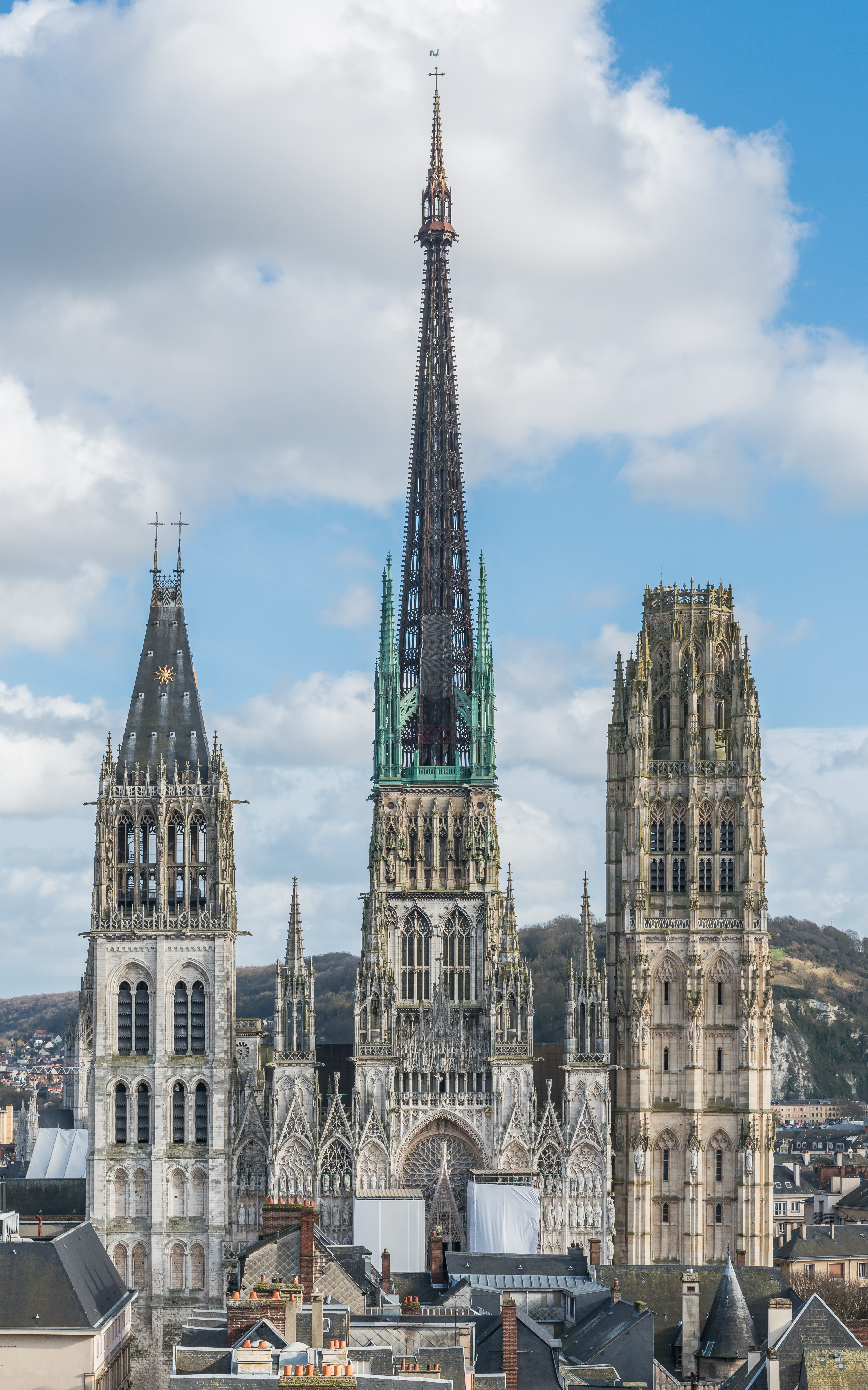
Західний фасад собору в Руані зі шпилем на вежі над средохрестям
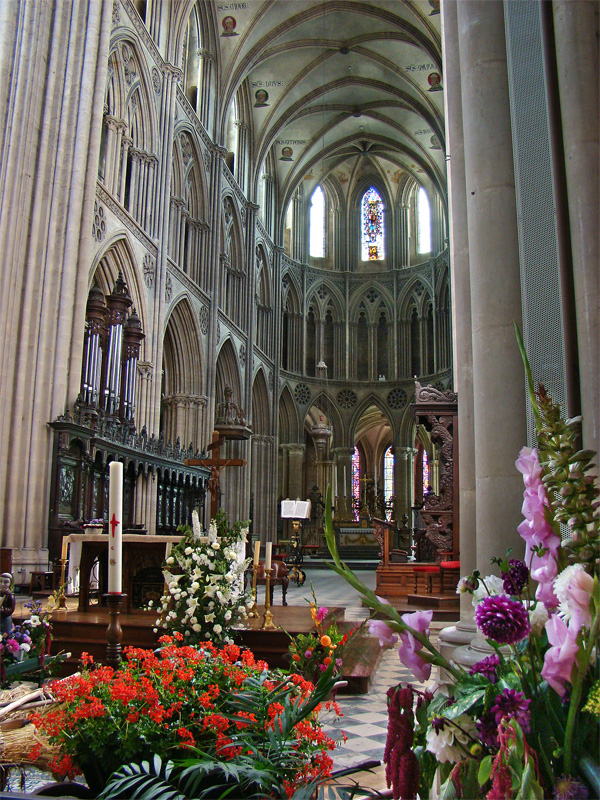
Хор собору в Байе з профільованими стінами
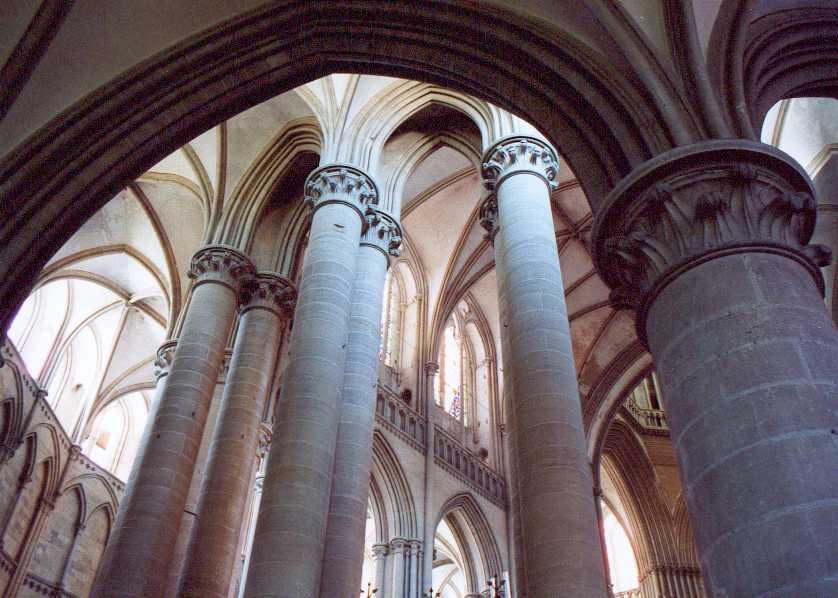
Подвійна аркада хору собору в Кутанса
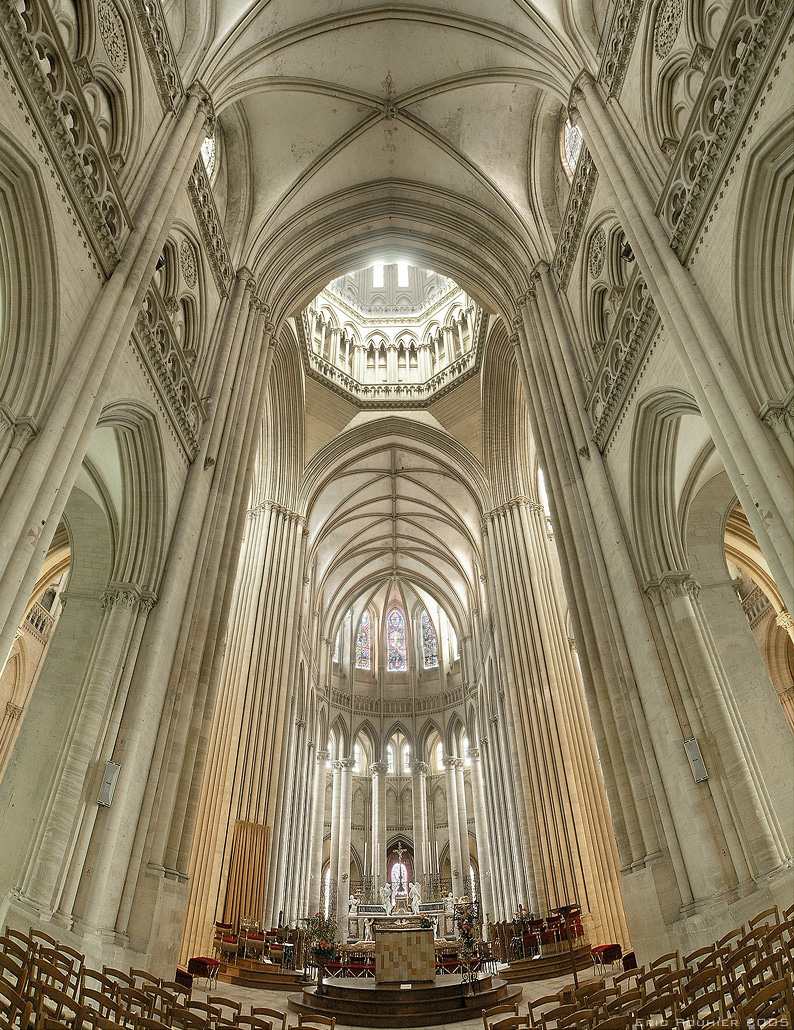
Хор і вежа над средохрестям собору в Кутанса
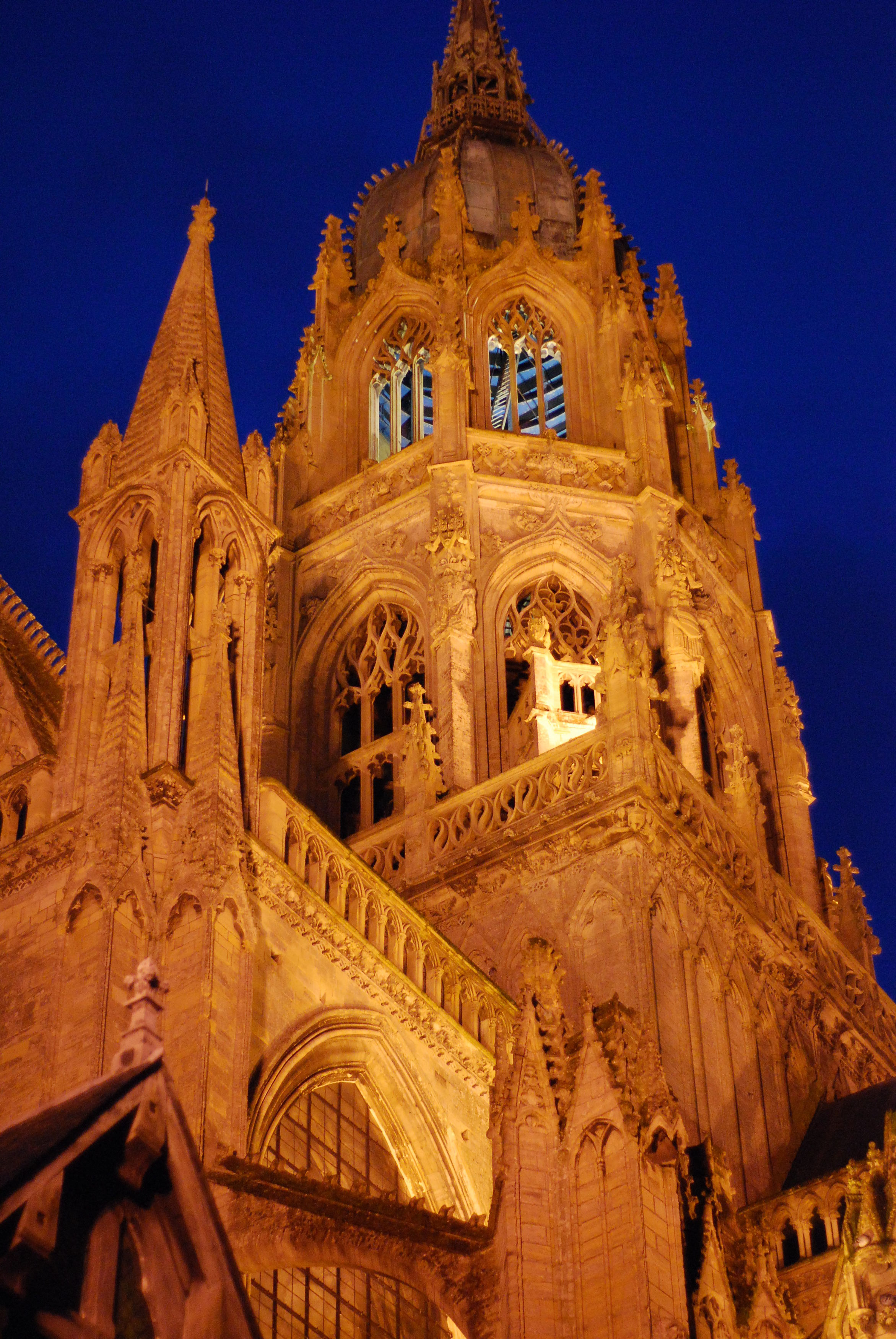
Вежа над средохрестям собору в Байо вночі

### Меридіональна готика
Готична архітектура південнофранцузских земель (фр. gothique méridional) з'явилася на території сучасного регіону Південь-Піренеї і частини регіону Лангедок-Русійон в XIII столітті. Центром поширення стилю була Тулуза, тому цей стиль часто називають тулузьким (фр. gothique toulousain) або лангедокським (фр. gothique languedocien).
Споруди в цьому стилі характеризуються строгістю і міццю своєї конструкції. Найчастіше це однонефні дуже широкі зальні церкви, без трансепта, з вузькими (але часто високими) віконними прорізами, що відповідає традиціям романської архітектури цього регіону. Відсутність аркбутанів компенсується наявністю потужних контрфорсів, між якими розташовуються вузькі капели. За зовнішнім виглядом будівлі більше нагадують укріплені оборонні споруди, ніж церкви. Зовнішній декор небагатий, що пояснюється тим, що як основний будівельний матеріал часто використовувалася цегла. Дзвони розташовуються або на шестигранній багатоярусній дзвіниці баштового типу, або в дзвіниці стінового типу на головному фасаді. Обширні плоскі поверхні інтер'єру з невеликою кількістю світлових отворів зазвичай прикрашалися розписом або фресками. Найважливішою спорудою в лангедокському стилі є собор Сент-Сесіль в Альбі, який повинен був продемонструвати всю міць католицької церкви після закінчення альбігойських воєн і знищення катарської єресі.
Приклади готичних споруд півдня Франції

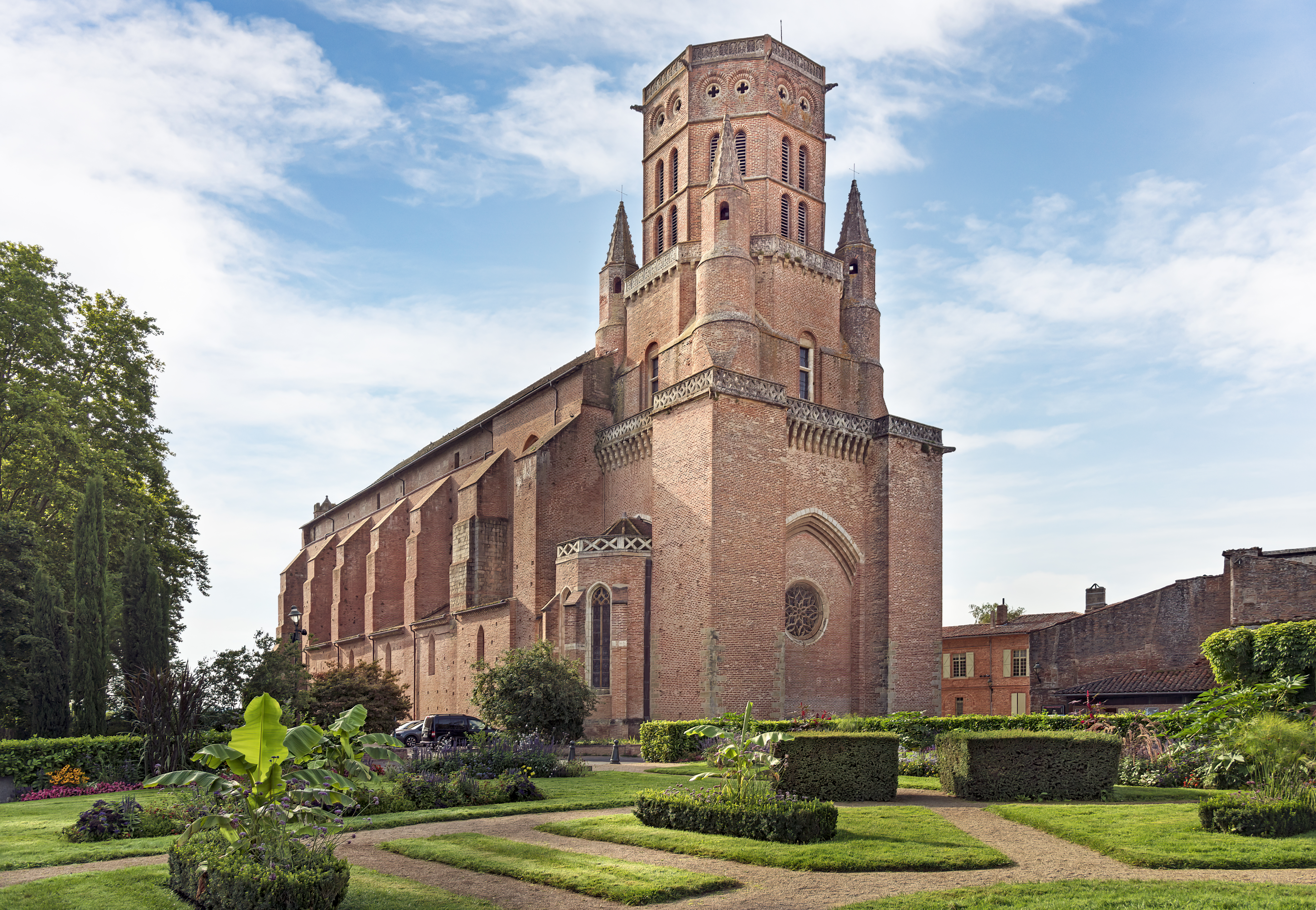
Собор Сент-Ален в Лавор
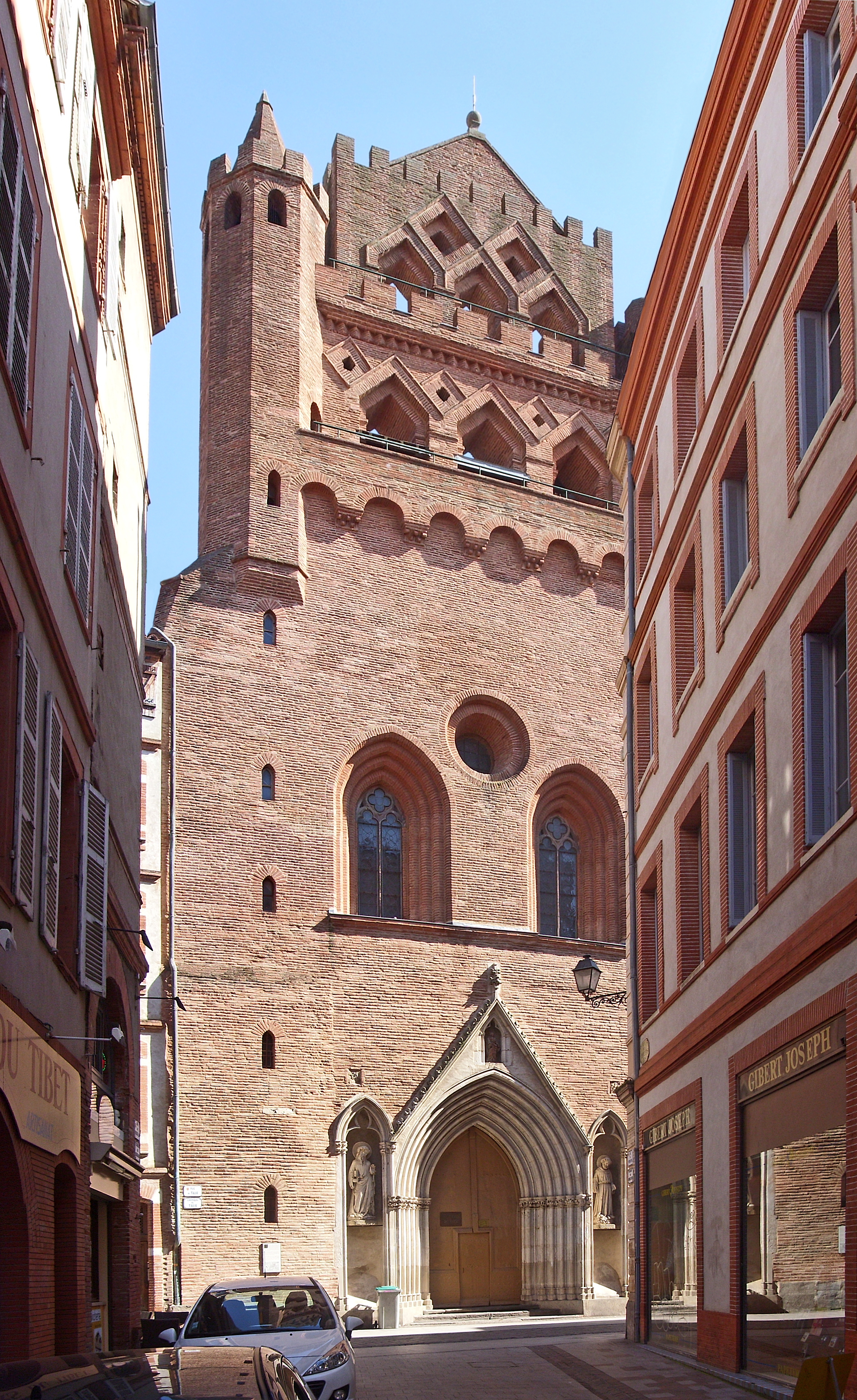
Тулуза. Церква Нотр-Дам дю Тор з дзвіницею стінового типу
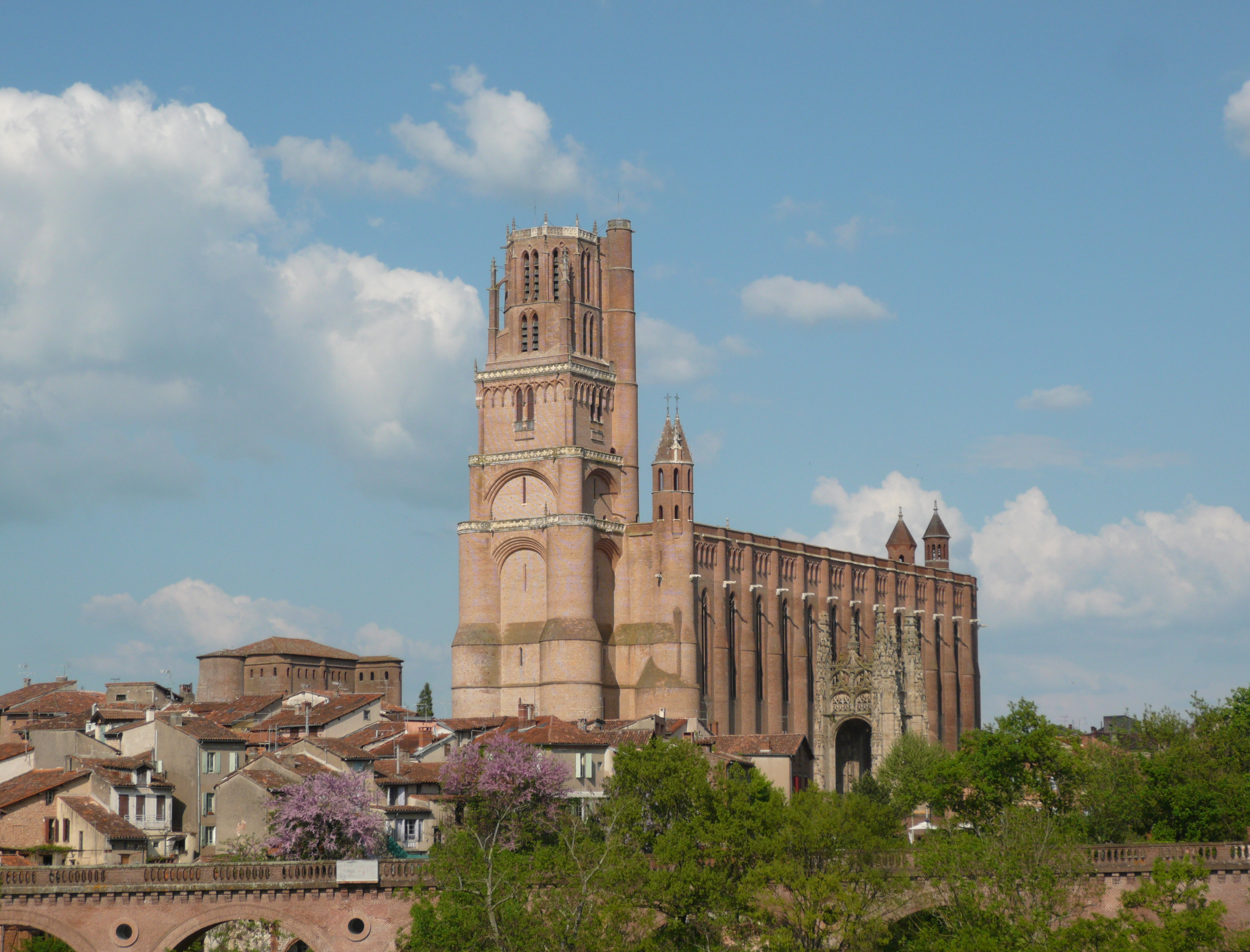
Собор Сент-Сесіль в Альбі
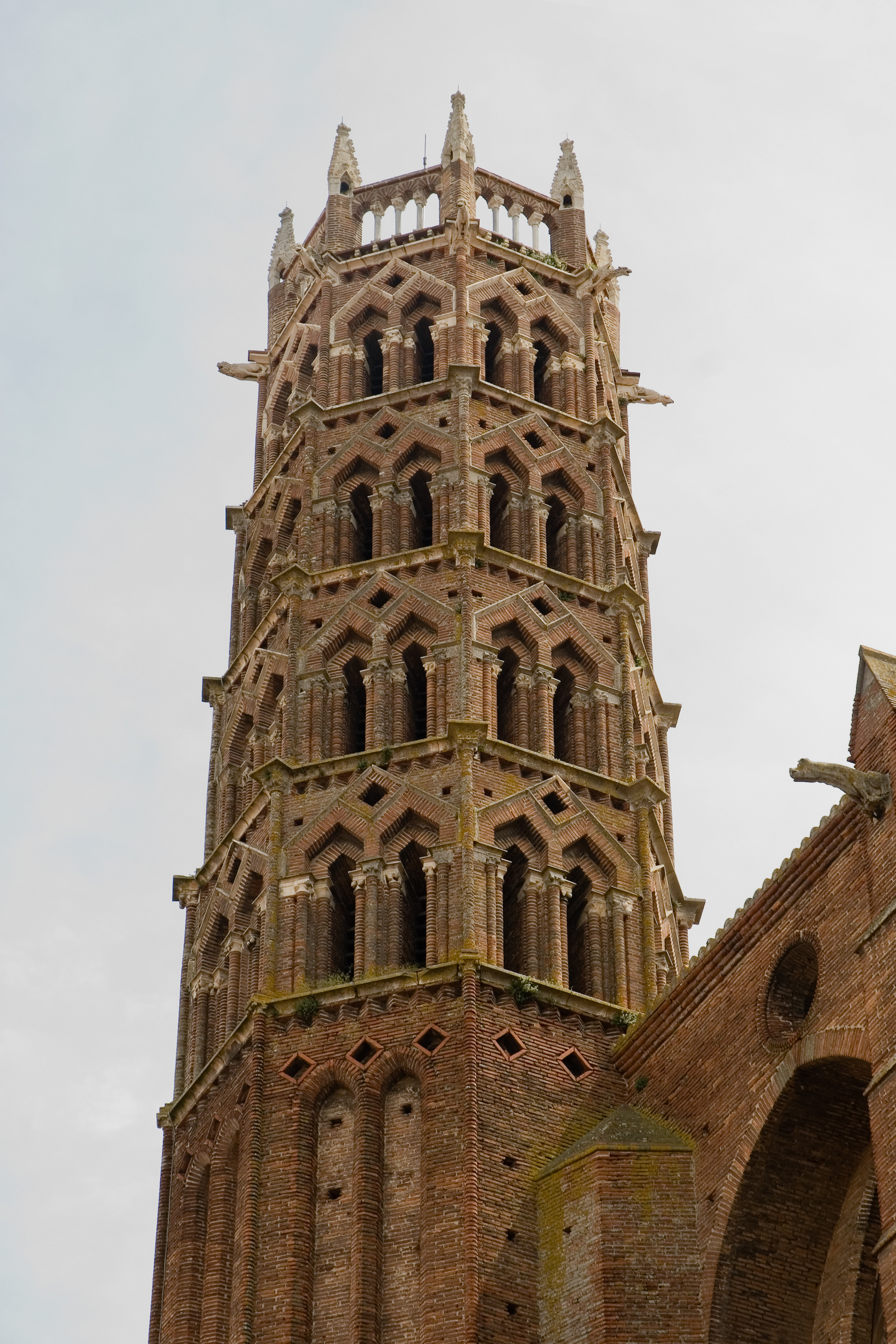
Шестигранна дзвіниця церкви якобінців в Тулузі
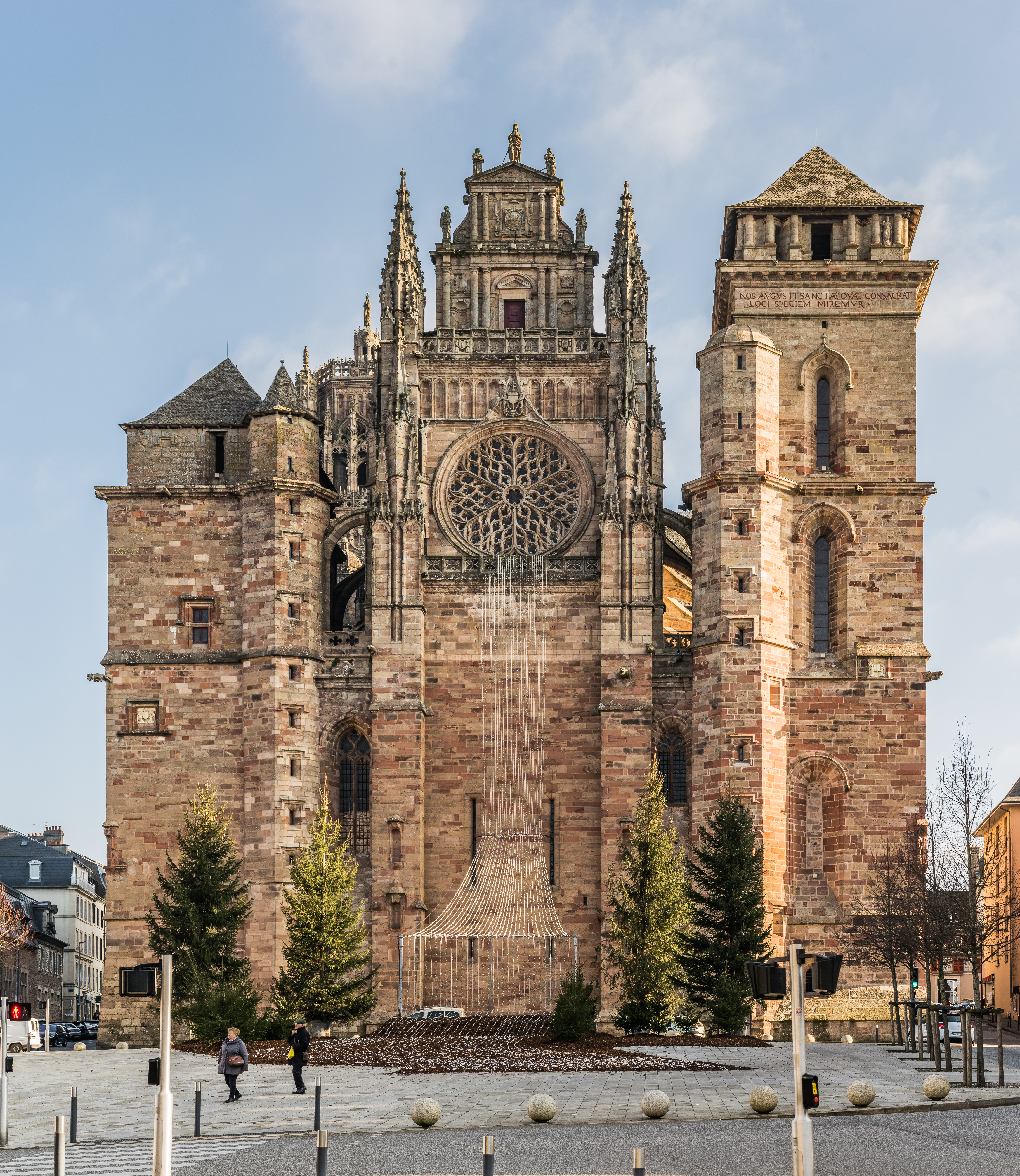
Укріплений фасад собору Нотр-Дам в Родезі
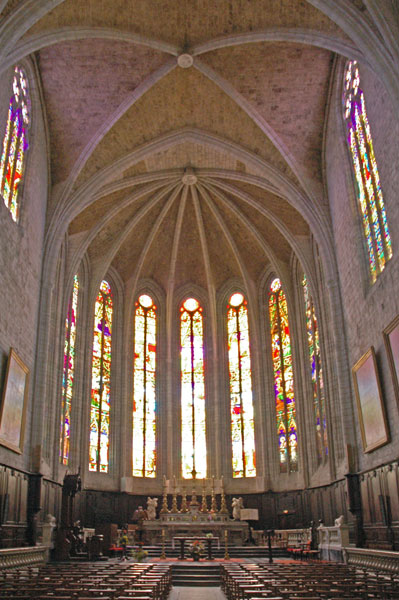
Хор собору в Лодеві
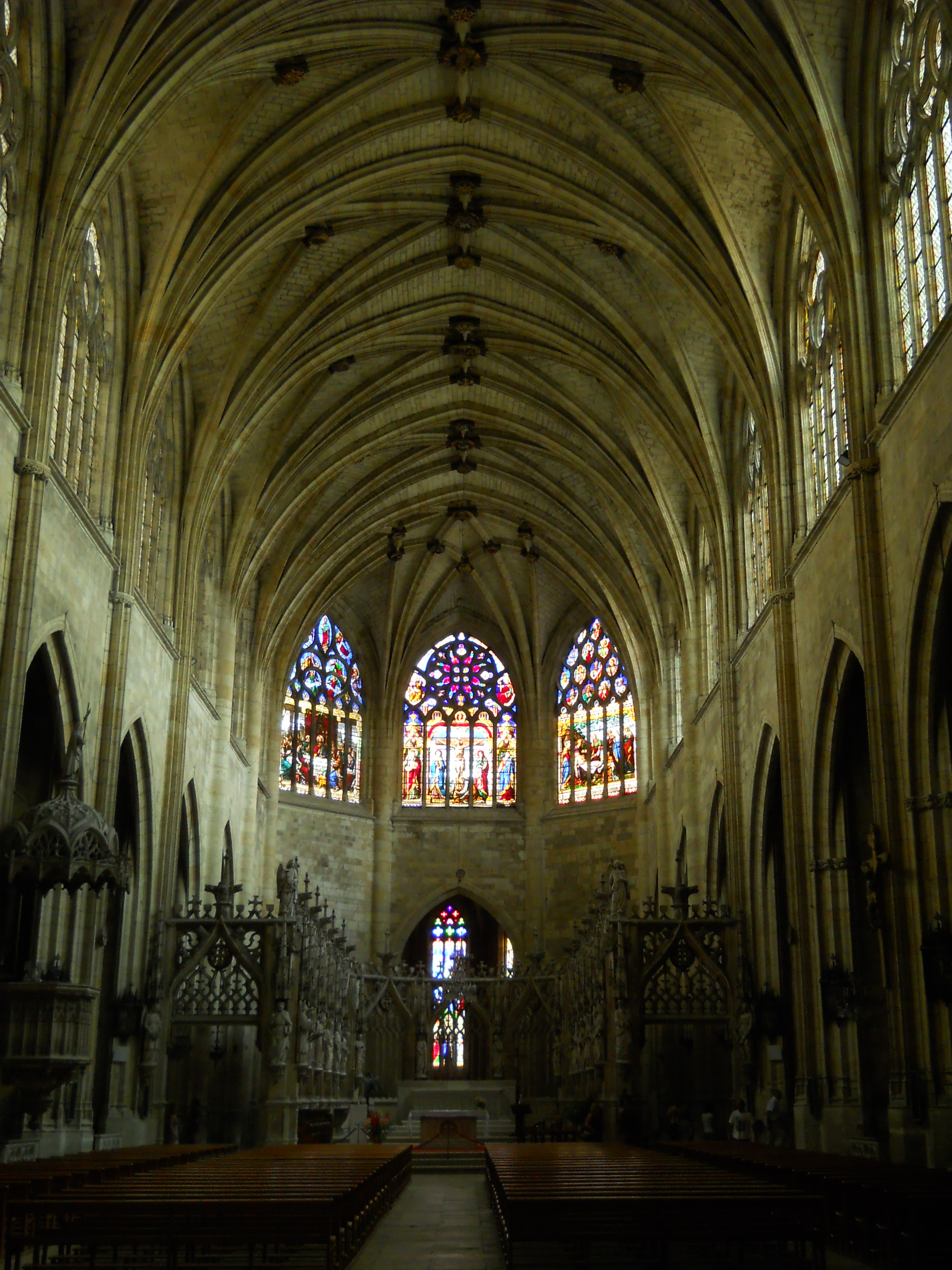
Інтер'єр собору Сен-П'єр в кондомів
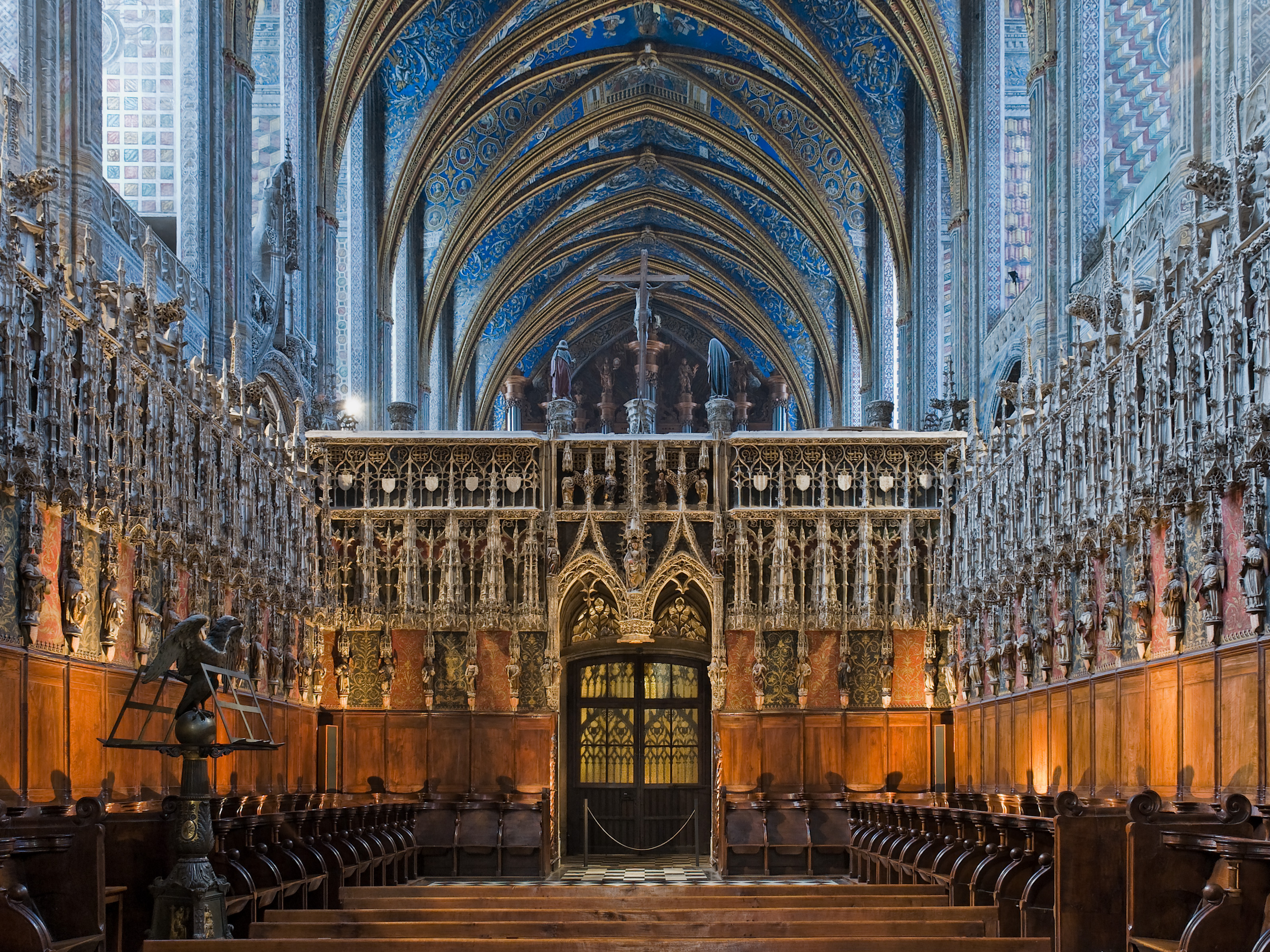
Інтер'єр собору Сент-Сесіль. Пізня готика. Розписи в стилі Ренесанс
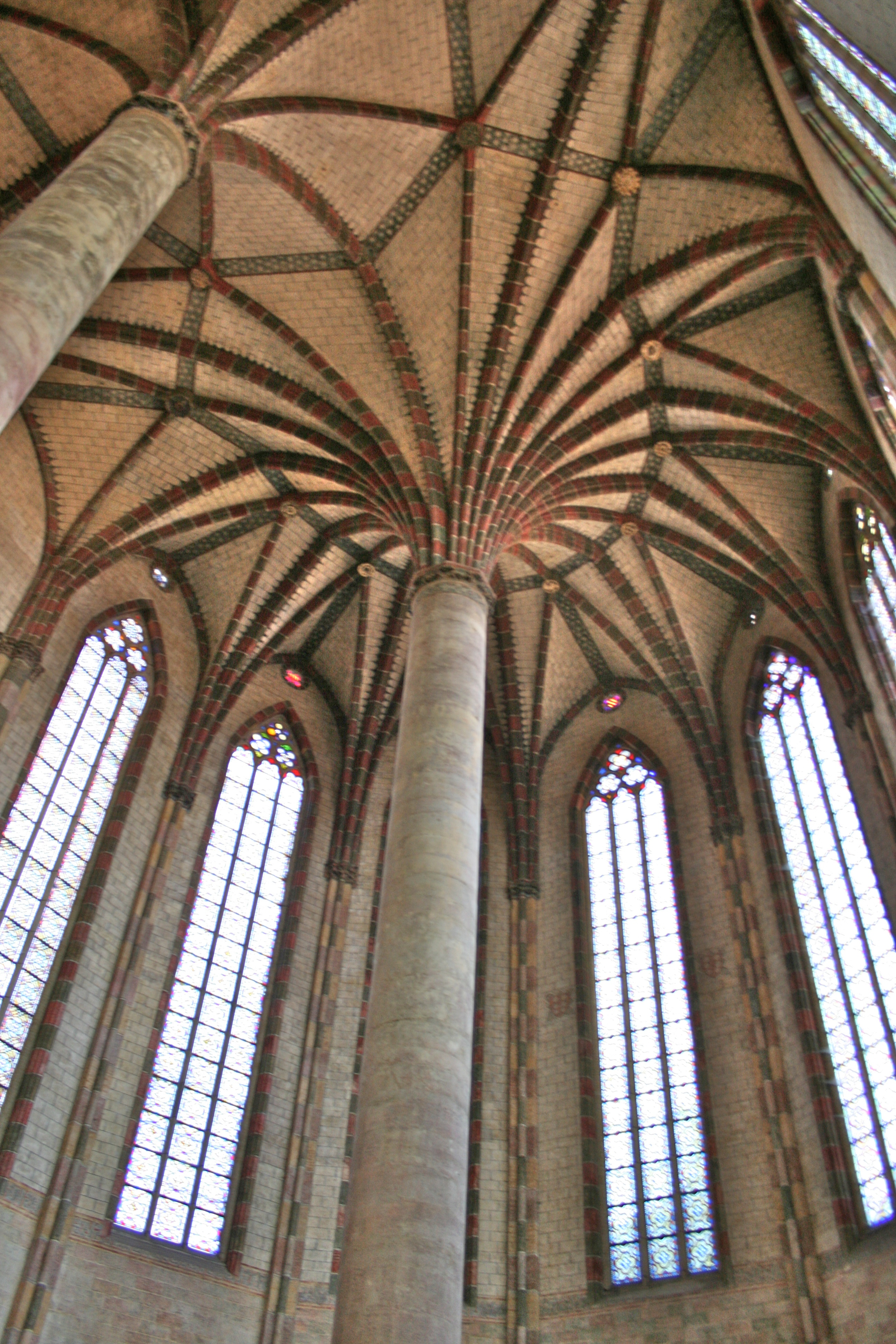
Зіркоподібний звід церкви якобінців в Тулузі. Пізня готика
Портик собору Сент-Сесіль в Альбі. Пізня готика

#### Стиль Плантагенетів

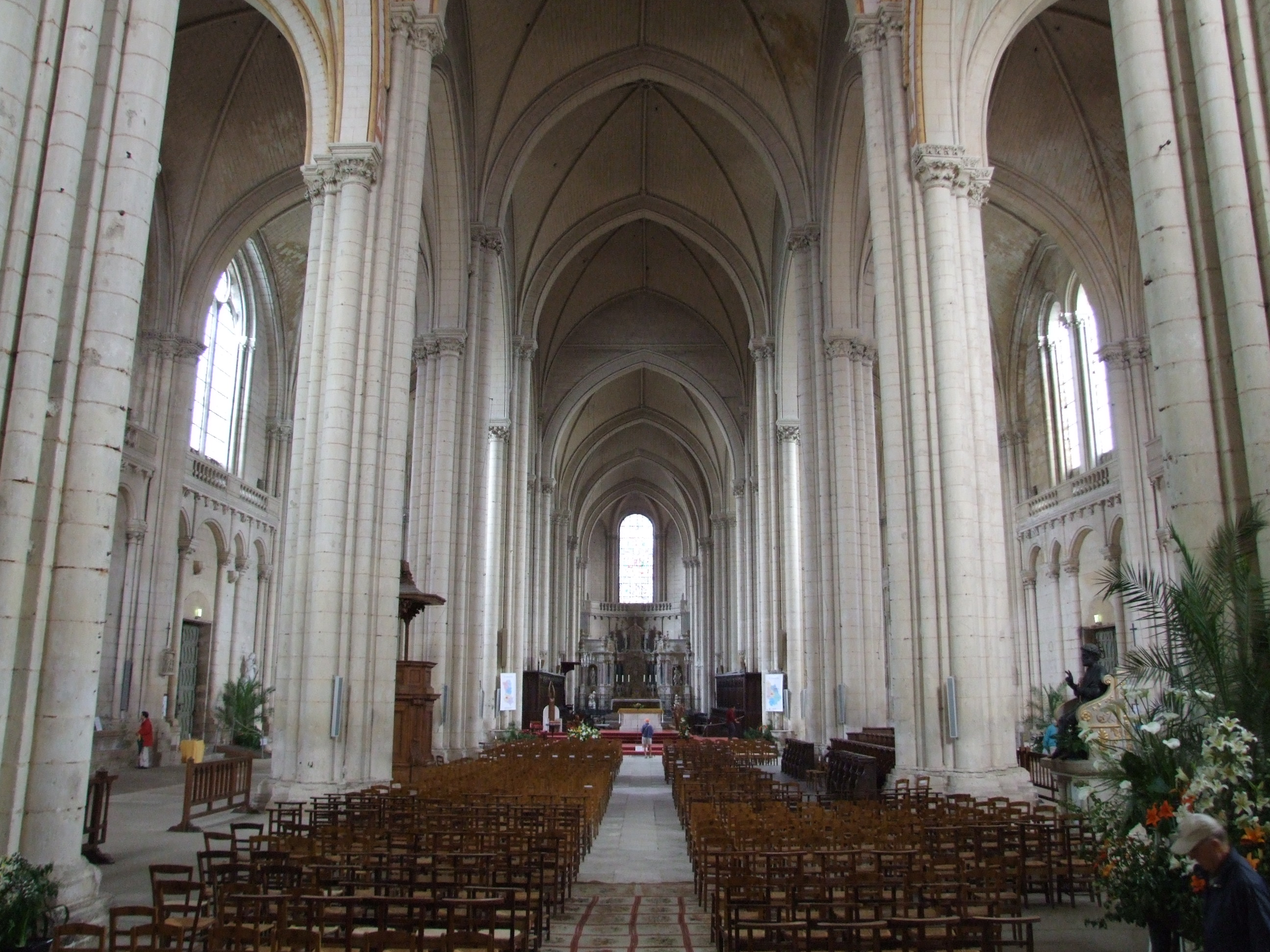
Нефи собору в Пуатьє мають однакову висоту і перекриті опуклими склепіннями

Стиль Плантагенетів був поширений, головним чином, на території нижньої течії Луари від Анжера на півночі до Пуатьє на півдні. Назва стилю пов'язана з однойменною династією, коріння якої сягають Анжуйского графства. Головною особливістю стилю є конструкція зводів, які, на відміну від порівняно плоских північнофранцузьких готичних хрестових склепінь, мають опуклу форму, більше схожу на купол. Так, наприклад, замковий камінь зводу нефа собору в Анжері на 3,5 м вище п'яти зводу. Така система є результатом впливу готики на романську архітектуру західної Франції. У плані такі споруди є однонефні або трьохнефні з нефами однакової висоти. Товсті романські стіни дозволяють відмовитися від аркбутанів, все навантаження йде на контрфорси, однак це ж не дозволяє подібним спорудам виграти в висоті і освітленні. Цей факт і став тією причиною, за якою цей стиль будівництва витіснений готикою Іль-де-Франса.
Крім вже згаданого нефа собору в Анжері, в стилі Плантагенетів побудовані нефи соборів Сен-Жульєн в Ле-Мані і Сент-Андре в Бордо, собор Святих Петра і Павла в Пуатьє (крім західного фасаду) і інші.